# Châu Nam Cực
Lục địa Nam Cực hay châu Nam Cực (tiếng Anh: Antarctica, phát âm /ænˈtɑːrtɪkə/ hay /ænˈtɑːrktɪkə/ ⓘ; còn được gọi là Nam Cực) là lục địa nằm xa về phía nam và tây nhất trên Trái Đất, chứa Cực Nam địa lý và nằm trong Vùng Nam Cực của Nam Bán cầu, gần như hoàn toàn ở phía nam Vòng Nam Cực và được Nam Đại Dương bao quanh. Châu Nam Cực có diện tích 14.200.000 kilômét vuông (5.500.000 dặm vuông Anh), là lục địa lớn thứ năm trên Trái Đất, gần gấp đôi Úc. Khoảng 98% châu Nam Cực bị bao phủ bởi một lớp băng có bề dày trung bình 1,9 km (1,2 mi; 6.200 ft). Băng lan tỏa ra khắp mọi phía, xa nhất lên phía bắc tới bán đảo Nam Cực. Theo một quy định tập thể chính thức tức về mặt kỹ thuật thì châu lục này được đảm bảo rằng hoàn toàn không bị bất kỳ nước nào tuyên bố chủ quyền ở đây.
Xét trung bình, Châu Nam Cực là lục địa lạnh nhất, khô nhất, nhiều gió nhất, và cao nhất trong số tất cả các lục địa. Châu Nam Cực chủ yếu là một hoang mạc địa cực với lượng giáng thủy hàng năm chỉ 200 mm (8 in) ở dọc bờ biển và ít hơn nhiều trong nội lục. Nơi đây từng ghi nhận mức nhiệt −89,2 °C (−128,6 °F), trong khi nhiệt độ trung bình quý ba (giai đoạn lạnh nhất trong năm) là −63 °C (−81 °F). Hàng năm có khoảng 1.000 đến 5.000 người cư trú tại các trạm nghiên cứu nằm rải rác trên khắp lục địa. Sinh vật bản địa nơi đây bao gồm nhiều loại tảo, vi khuẩn, nấm, thực vật, nguyên sinh vật, một số loài mạt, giun tròn, cánh cụt, chân vây, và gấu nước. Thảm thực vật hiện diện là đài nguyên.
Châu Nam Cực là vùng đất cuối cùng trên Trái Đất được con người khai phá và định cư. Mãi tới năm 1820 lục địa này mới được quan sát lần đầu bởi đoàn thám hiểm người Nga của Fabian Gottlieb von Bellingshausen và Mikhail Petrovich Lazarev trên hai con tàu Vostok và Mirny, những người đã trông thấy thềm băng Fimbul. Mặc dù vậy, do môi trường khắc nghiệt, thiếu nguồn tài nguyên dễ tiếp cận và tính biệt lập, châu Nam Cực vẫn bị bỏ mặc trong phần còn lại của thế kỷ 19. Cuộc đổ bộ được xác nhận đầu tiên do một nhóm người Na Uy thực hiện vào năm 1895.
Châu Nam Cực trên thực tế là một nơi công quản do các bên tham gia Hệ thống Hiệp ước Nam Cực có vị thế cố vấn quản lý. Hiệp ước Nam Cực được 12 nước ký kết vào năm 1959, tính đến nay đã có thêm 42 nước thành viên. Hiệp ước ngăn cấm các hoạt động quân sự, khai thác khoáng sản, thử hạt nhân và thải bỏ chất thải hạt nhân; ủng hộ nghiên cứu khoa học và bảo vệ khu sinh thái của lục địa. Các thí nghiệm đang được thực hiện bởi hơn 4.000 nhà khoa học đến từ nhiều quốc gia.

## Lịch sử khám phá
Châu Nam Cực không có dân bản địa. Trong hành trình thứ hai vào tháng 2 năm 1775, James Cook nêu lục địa cực như vậy có thể tồn tại và trong một bản nhật ký khác ông viết: "Tôi tin chắc điều này và chúng ta, còn hơn là có thể, đã nhìn thấy một phần của nó".
Tuy nhiên, niềm tin về sự tồn tại của Terra Australis, một lục địa rộng lớn ở phương nam xa xôi để "cân bằng" với những miền đất phương bắc châu Âu, châu Á, Bắc Mỹ, đã phổ biến từ thời Ptolemy hồi thế kỷ 1 trước CN. Thậm chí đến cuối thế kỷ 17 sau khi các nhà thám hiểm nhận ra Nam Mỹ và Úc không phải một phần của "châu Nam Cực" truyền thuyết, các nhà địa lý vẫn tin rằng lục địa này lớn hơn nhiều thực tế. Cái tên Terra Australis được trao cho Úc thay vì châu Nam Cực bởi suy nghĩ sai lầm rằng không còn khối đất đáng kể nào có thể tồn tại xa hơn ở phía nam. Nhà thám hiểm Matthew Flinders được tin là người đã phổ biến việc trao tên gọi Terra Australis cho Úc.
Bản đồ của người châu Âu vẫn thể hiện vùng đất giả thuyết này cho đến khi các con tàu HMS Resolution và Adventure của James Cook vượt qua Vòng Nam Cực vào ngày 17 tháng 1 năm 1773, tháng 12 năm 1773 và tháng 1 năm 1774. Cook đã tiến đến còn cách bờ biển châu Nam Cực khoảng 120 km trước khi quay về vì gặp đồng băng vào tháng 1 năm 1773.
Vào năm 1820 các con tàu chỉ huy bởi Fabian Gottlieb von Bellingshausen, Edward Bransfield, và Nathaniel Palmer đã trông thấy châu Nam Cực hoặc thềm băng của nó.
Chuyến thám hiểm Nam Cực đầu tiên của người Nga do Bellingshausen và Mikhail Lazarev dẫn đầu trên con tàu chiến 985 tấn Vostok (phương Đông) và tàu hỗ trợ 530 tấn Mirny (Hòa Bình) đã đến điểm cách vùng đất Queen Maud 32 km và trông thấy một thềm băng tại 69°21′28″N 2°14′50″T vào ngày 27 tháng 1 năm 1820, đó ngày nay là thềm băng Fimbul. Ba ngày sau Bransfield trông thấy phần đất của bán đảo Trinity. Thợ săn hải cẩu người Mỹ John Davis được ghi chép là người đầu tiên đặt chân lên châu Nam Cực, có vẻ tại vịnh Hughes, gần mũi Charles, Tây Nam Cực vào ngày 7 tháng 2 năm 1821, dù vậy một số nhà sử học nghi ngờ thông tin này. Lần đổ bộ đầu tiên được ghi nhận và xác thực là tại mũi Adair vào năm 1895 bởi một con tàu săn cá voi Thụy Điển-Na Uy.
Vào ngày 22 tháng 1 năm 1840, hai ngày sau khi khám phá bờ biển phía tây quần đảo Balleny, một số thành viên đoàn thám hiểm 1837–40 của Jules Dumont d'Urville đã đặt chân lên hòn đảo cao nhất trong nhóm đảo đá ven biển nằm cách mũi Géodésie thuộc vùng đất Adélie 4 km. Tại đó họ lấy một số mẫu động vật, tảo, khoáng vật, giương cờ Pháp và tuyên bố chủ quyền lãnh thổ.

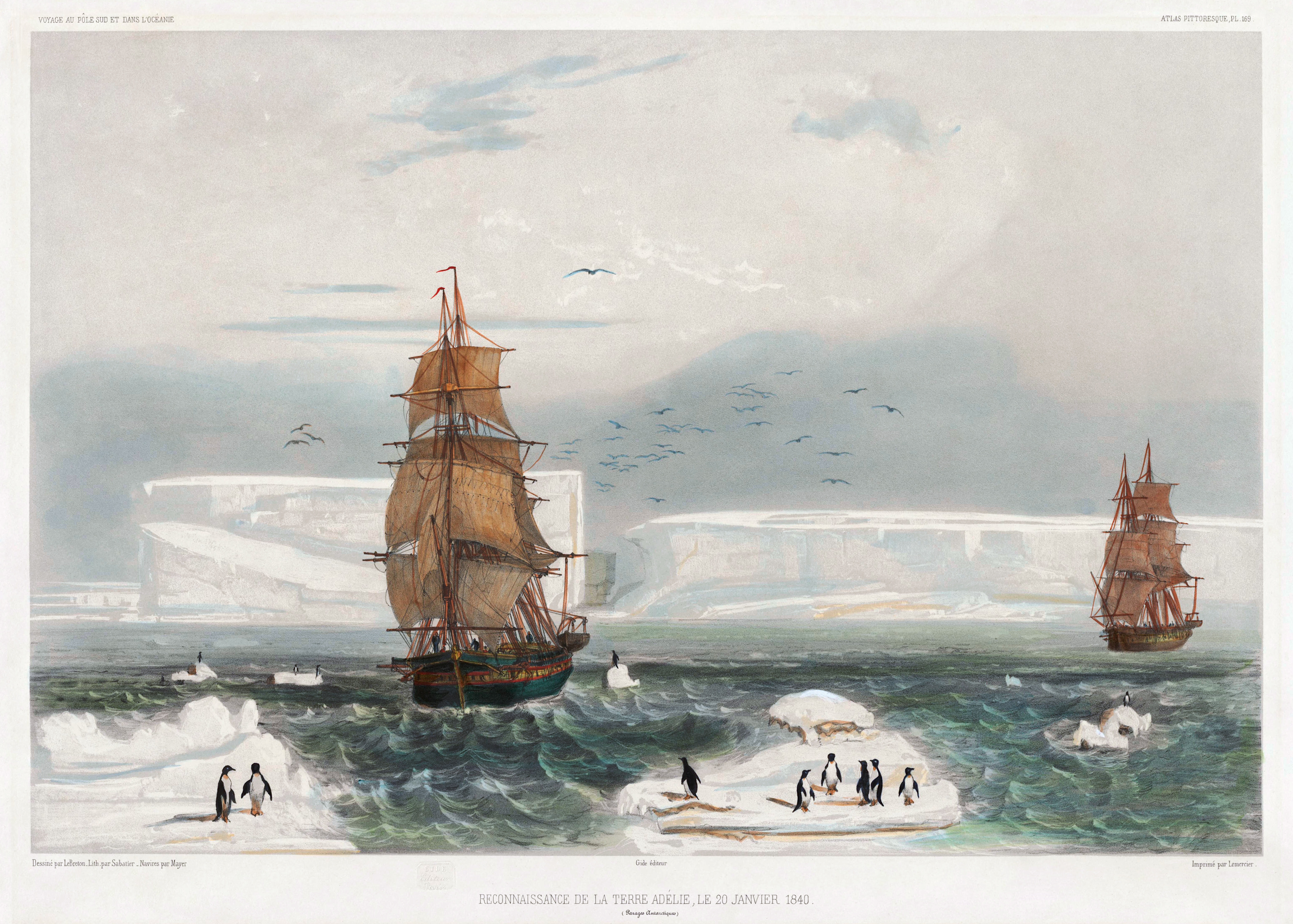
Người Pháp khám phá và khẳng định chủ quyền trên vùng đất Adélie vào năm 1840.
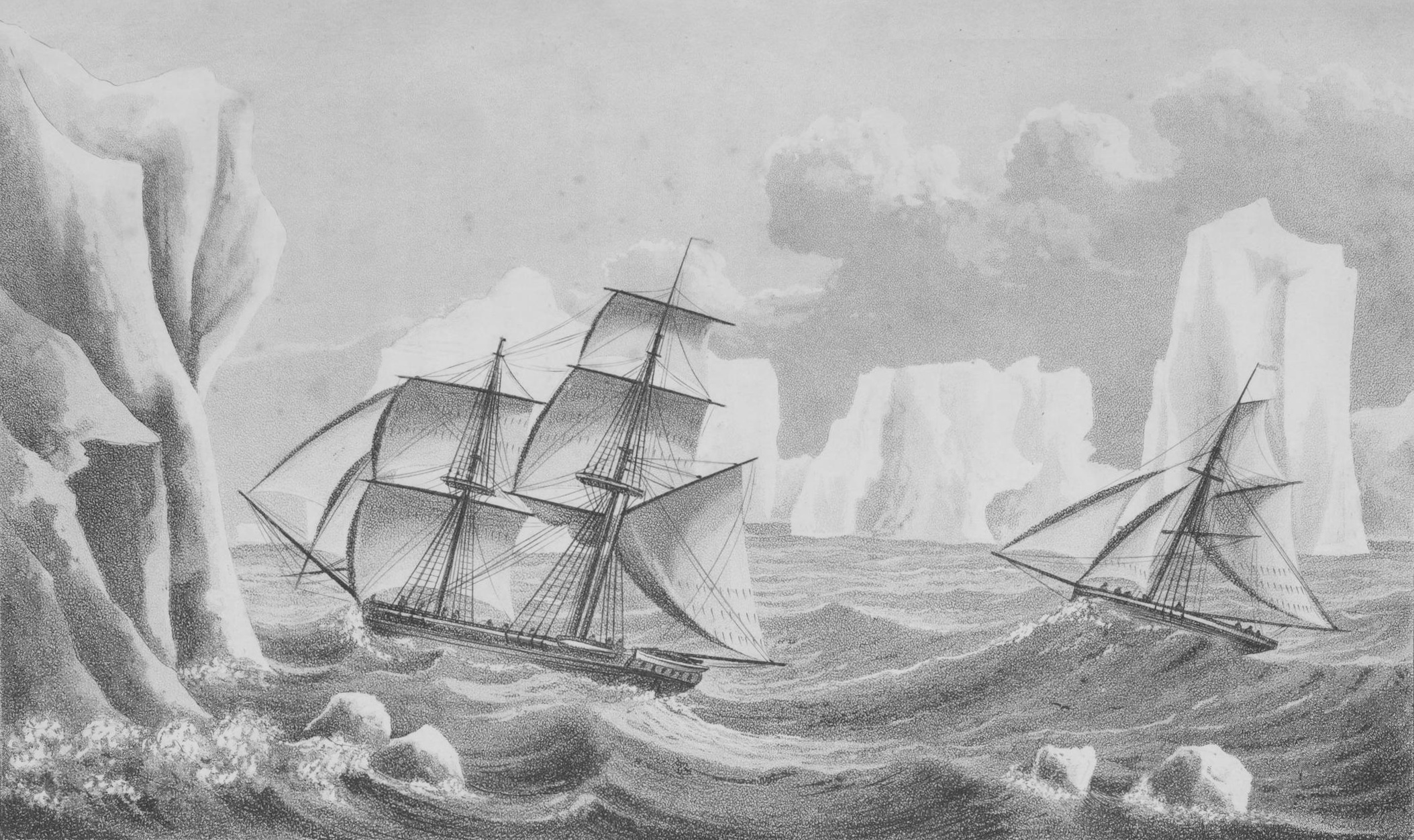
Tranh về chuyến thám hiểm lần hai của James Weddell vào năm 1823, miêu tả hai con thuyền Jane và Beaufroy
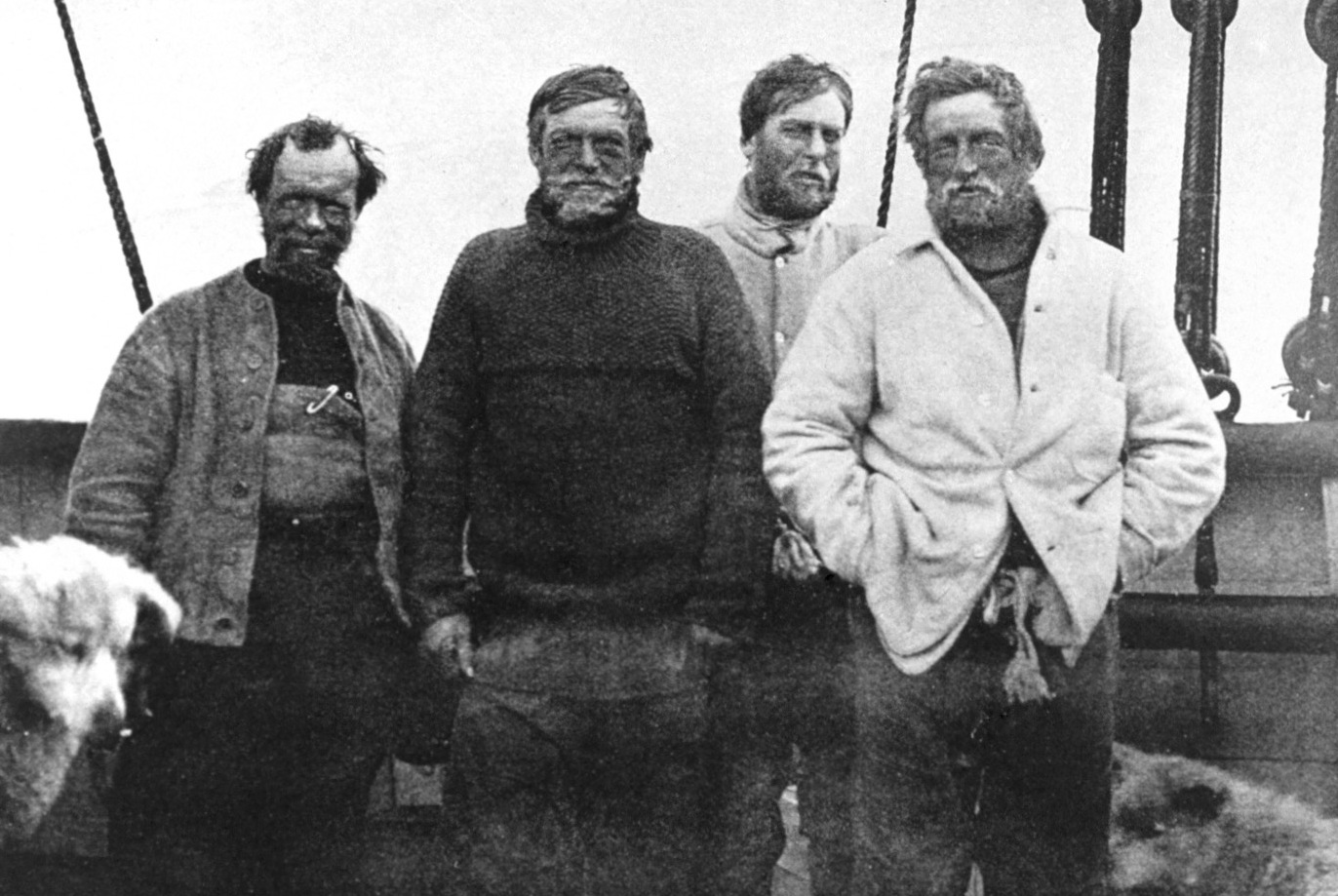
Nhóm đi về phương nam trong cuộc thám hiểm Nimrod (trái sang phải): Wild, Shackleton, Marshall và Adams

Nhà thám hiểm James Clark Ross băng qua biển Ross và khám phá ra đảo Ross (cả hai đều mang tên ông) vào năm 1841. Ross đã đi tàu men theo một tường bằng khổng lồ mà sau này được đặt tên là thềm băng Ross. Núi Erebus và Terror mang tên hai con tàu Ross sử dụng trong chuyến đi: HMS Erebus và Terror. Mercator Cooper đặt chân lên Đông Nam Cực vào ngày 26 tháng 1 năm 1853.
Trong chuyến thám hiểm Nimrod do Ernest Shackleton dẫn đầu vào năm 1907, đoàn của Edgeworth David đã lần đầu tiên leo núi Erebus và đến cực từ nam. Shackleton cùng ba thành viên khác đã tiên phong làm một số điều trong thời gian từ tháng 12 năm 1908 đến tháng 2 năm 1909: những người đầu tiên đi qua thềm băng Ross, qua dãy Transantarctic (đường sông băng Beardmore), và đặt chân lên cao nguyên Nam Cực. Nhà thám hiểm người Na Uy Roald Amundsen cùng đoàn thám hiểm của mình với con tàu Fram đã lần đầu tiên đến Cực Nam địa lý vào ngày 14 tháng 12 năm 1911 theo tuyến đường từ vịnh Whales đến sông băng Axel Heiberg. Một tháng sau đoàn thám hiểm người Anh cũng đến cực nam.
Richard E. Byrd dẫn đầu một vài chuyến du hành đến vùng Nam Cực bằng máy bay trong những năm 1930 và 1940. Ông được cho là đã dùng phương tiện cơ giới vận chuyển trên lục địa và tiến hành nghiên cứu sinh học, địa chất sâu rộng. Caroline Mikkelsen là phụ nữ đầu tiên đặt chân lên một hòn đảo Nam Cực vào năm 1935 và Ingrid Christensen là phụ nữ đầu tiên đặt chân lên lục địa châu Nam Cực vào năm 1937.
Mãi đến ngày 31 tháng 10 năm 1956 con người mới lại đặt chân lên Cực Nam, đó là một đội lính hải quân Mỹ do đề đốc George J. Dufek chỉ huy đã hạ cánh thành công một chiếc máy bay xuống đây. Pam Young, Jean Pearson, Lois Jones, Eileen McSaveney, Kay Lindsay và Terry Tickhill là những phụ nữ đầu tiên chạm chân đến Cực Nam vào năm 1969.
Vào ngày 28 tháng 4 năm 1979, máy bay McDonnell Douglas DC-10-30 trong chuyến bay 901 của Air New Zealand đã rơi xuống núi Erebus khiến toàn bộ 257 người trên máy bay thiệt mạng.
Vào mùa hè Nam Bán cầu 1996-97 nhà thám hiểm người Na Uy Børge Ousland đã trở thành người đầu tiên vượt châu Nam Cực một mình từ bờ biển này sang bờ biển khác.  Ousland có diều trợ giúp (lợi dụng sức gió để kéo đi). Mọi nỗ lực băng qua từ chuẩn rìa lục địa nơi băng giáp biển mà không có diều hay tiếp tế đều thất bại do khoảng cách lớn. Với lần vượt này, Ousland còn giữ kỷ lục cho hành trình không hỗ trợ nhanh nhất đến Cực Nam, chỉ 34 ngày.

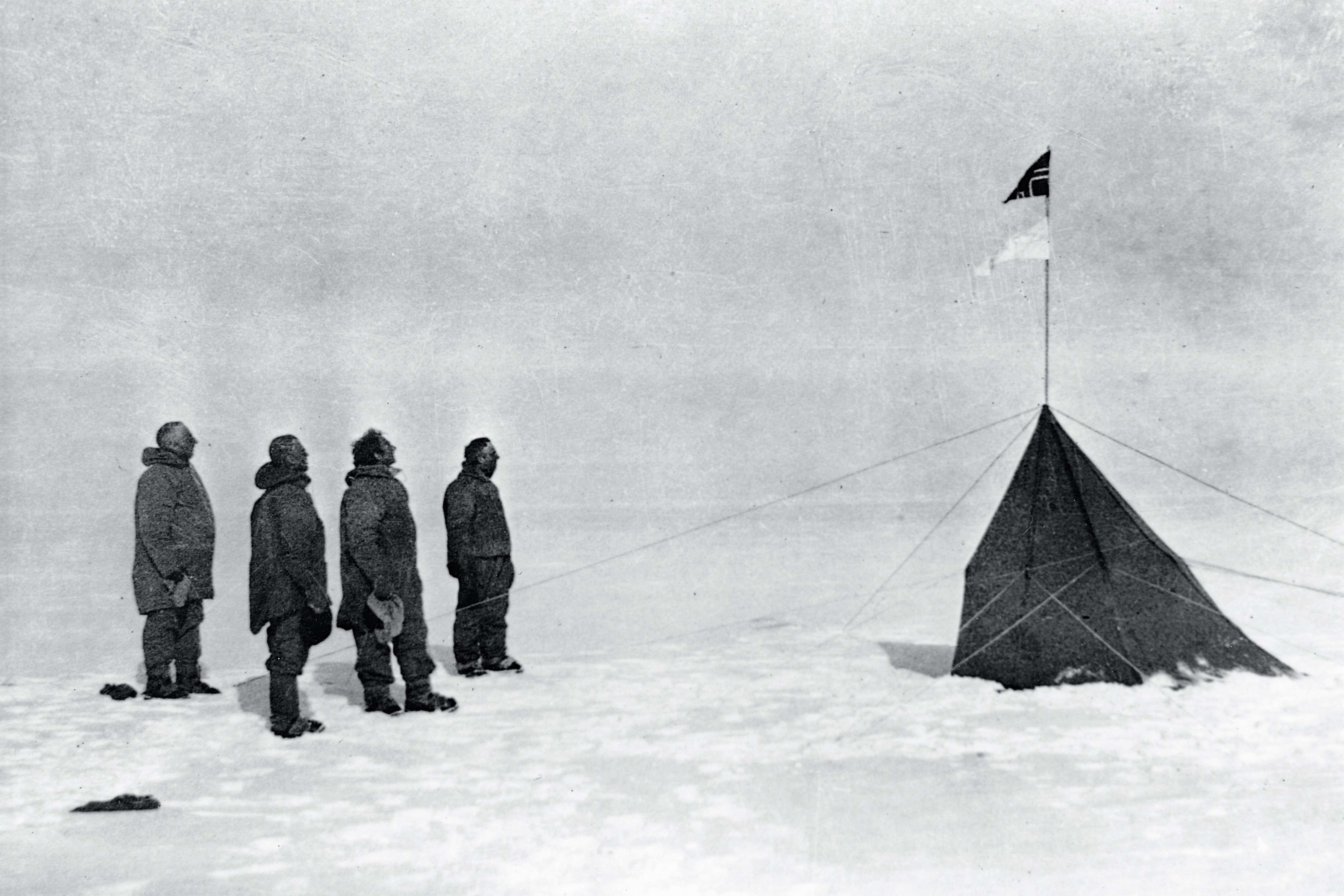
Roald Amundsen và đồng đội ngắm nhìn lá cờ Na Uy tại Cực Nam, 1911
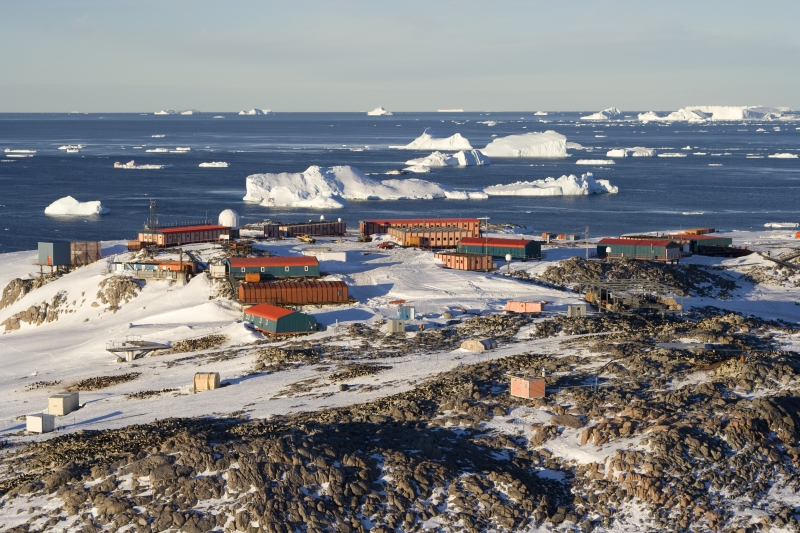
Trạm Dumont d'Urville của Pháp là một ví dụ về sự định cư của người hiện đại ở châu Nam Cực
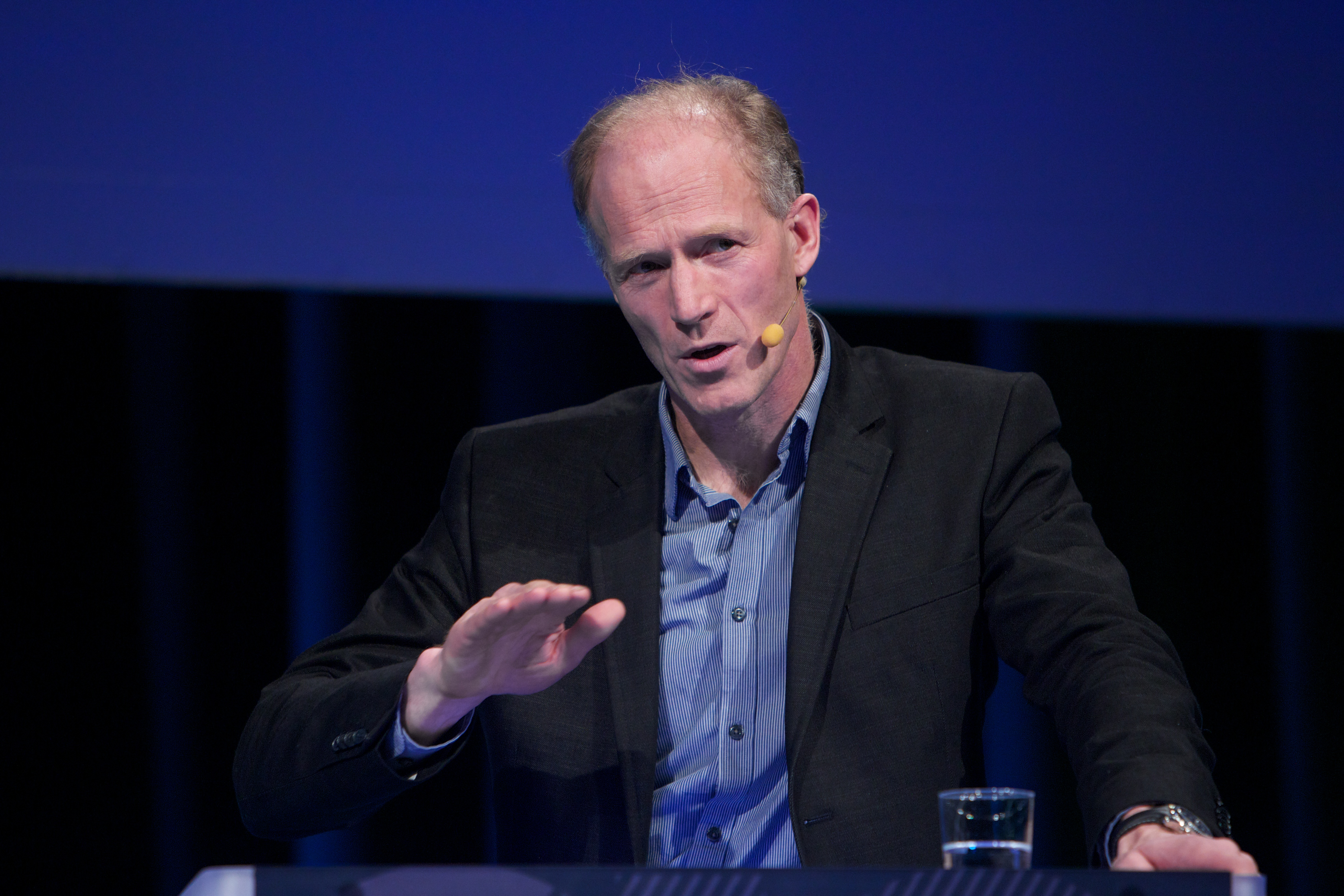
Vào năm 1997 Børge Ousland trở thành người đầu tiên vượt châu Nam Cực một mình

## Địa lý

Bản đồ địa danh châu Nam Cực (ấn vào hình và phóng to để xem chi tiết).

Châu Nam Cực tọa lạc bất cân xứng quanh Cực Nam và chủ yếu ở phía nam Vòng Nam Cực, là lục địa xa về phương nam nhất và được bao quanh bởi Nam Đại Dương hoặc theo định nghĩa khác là phần nam Thái Bình Dương, Đại Tây Dương, Ấn Độ Dương, hay phần nam Thế Giới Dương. Ở châu Nam Cực có một số sông và hồ, sông dài nhất là Onyx còn Vostok là một trong những hồ dưới băng lớn nhất thế giới. Châu Nam Cực có diện tích hơn 14 triệu km², là lục địa lớn thứ năm, gấp khoảng 1,3 lần châu Âu. Bờ biển dài 17.968 km, chủ yếu là những dạng băng.
| Dạng           | Tỉ lệ |
| -------------- | ----- |
| Thềm băng      | 44%   |
| Tường băng     | 38%   |
| Dòng chảy băng | 13%   |
| Đá             | 5%    |
| Tổng           | 100%  |

Dãy Transantarctic gần nối liền hai chỗ thắt ở biển Ross và biển Weddell chia châu Nam Cực thành hai phần. Phần phía tây biển Weddell và phía đông biển Ross là Tây Nam Cực và phần còn lại là Đông Nam Cực.

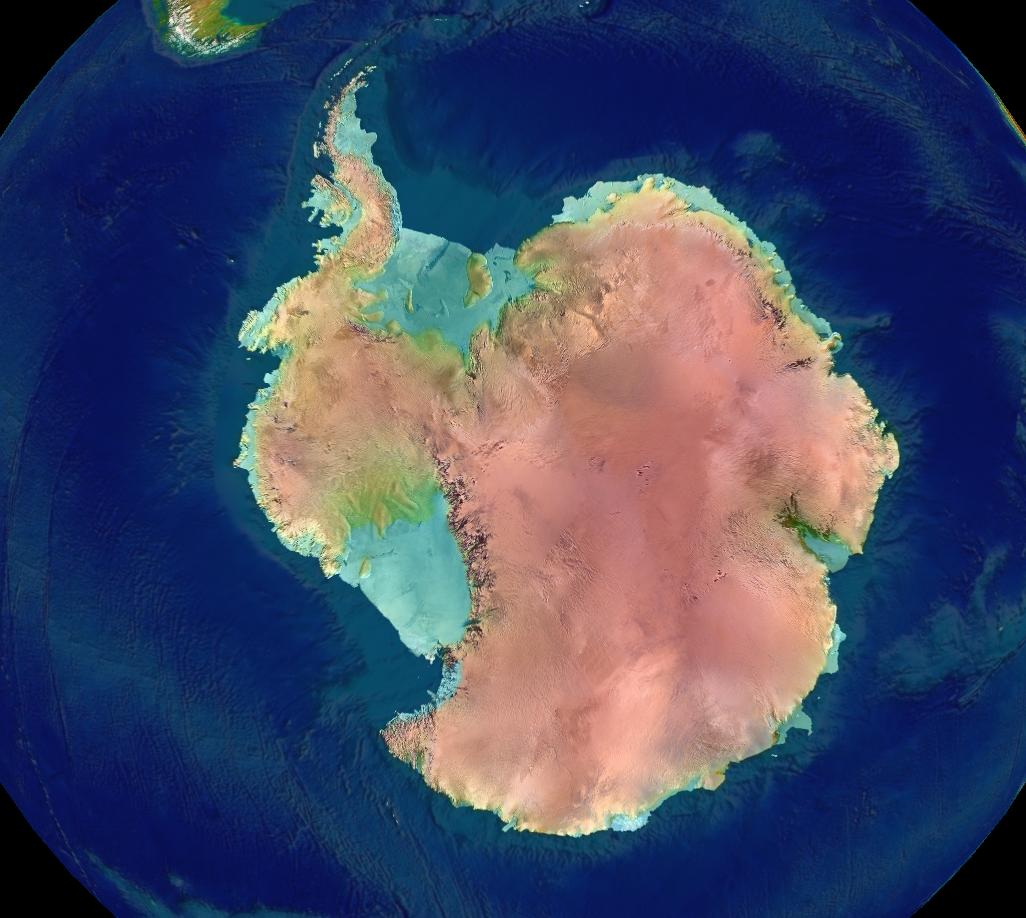
Bản đồ địa hình châu Nam Cực

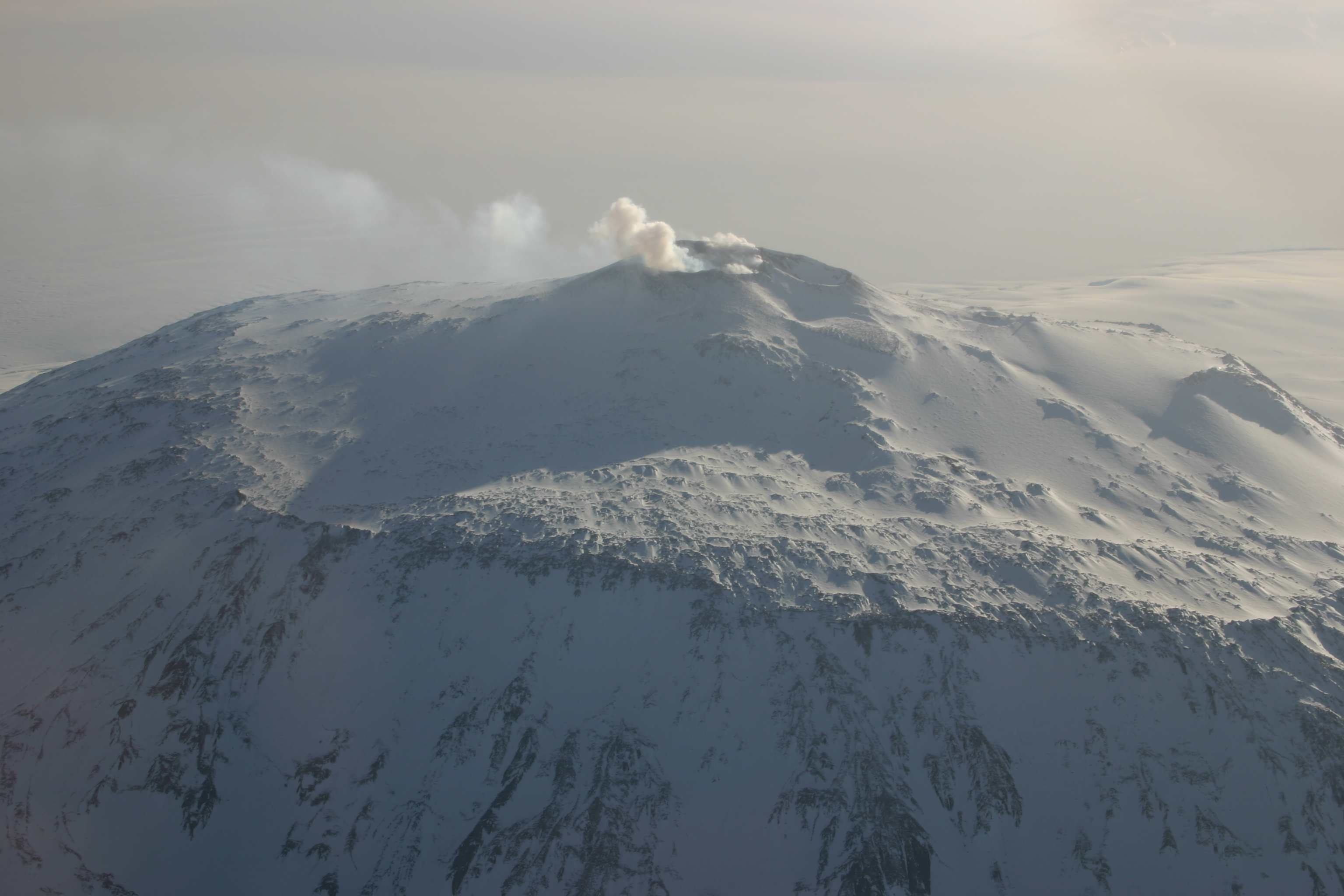
Erebus, một núi lửa hoạt động trên đảo Ross

Khoảng 98% diện tích châu Nam Cực bị phiến băng Nam Cực, một lớp băng dày trung bình ít nhất 1,6 km, che phủ. 90% lượng băng của thế giới, tương ứng 70% lượng nước ngọt, là ở châu Nam Cực. Nếu toàn bộ số băng này tan chảy thì mực nước biển sẽ dâng thêm khoảng 60 m. Giáng thủy là rất thấp ở đa phần nội lục, chỉ 20 mm một năm. Ở một số vùng "băng xanh" giáng thủy nhỏ hơn thăng hoa nên cân bằng khối lượng là âm. Tại những thung lũng khô, hiệu ứng tương tự xảy ra trên nền đá tạo nên cảnh quan cằn cỗi.
Tây Nam Cực bị một phiến băng bao phủ. Vì có xác suất nhỏ sụp đổ nên phiến băng này thu hút sự quan tâm gần đây. Nếu phiến băng tan vỡ, mực nước biển sẽ dâng thêm vài mét trong một thời gian địa chất tương đối ngắn, có lẽ cỡ vài thế kỷ. Một số dòng chảy băng, thứ chiếm khoảng 10% dung tích phiến băng, chảy tới một trong nhiều thềm băng của châu Nam Cực.
Đông Nam Cực nằm về bên Ấn Độ Dương và bao gồm các vùng đất Coats, Queen Maud, Enderby, Mac. Robertson, Wilkes, và Victoria. Đa phần Đông Nam Cực thuộc Đông Bán Cầu và bị một phiến băng che phủ.
Vinson thuộc dãy Ellsworth là núi cao nhất châu Nam Cực với độ cao 4.892 m. Châu Nam Cực có nhiều núi ở cả lục địa và các đảo xung quanh. Erebus trên đảo Ross là núi lửa còn hoạt động nằm xa về phía nam nhất của thế giới. Một núi lửa khác trên đảo Deception nổi tiếng vì lần phun trào lớn vào năm 1970. Các vụ phun trào nhỏ xảy ra thường xuyên và dòng dung nham được quan sát trong những năm gần đây. Những núi ngủ yên có tiềm năng thức dậy. Vào năm 2004 các nhà nghiên cứu người Mỹ và Canada phát hiện một núi lửa dưới nước có khả năng hoạt động ở Bán đảo Nam Cực.
Châu Nam Cực có hơn 70 hồ nằm dưới phiến băng lục địa, lớn nhất là hồ Vostok bên dưới Trạm Vostok của Nga được khám phá vào năm 1996. Hồ này được tin đã cô lập trong 500.000 đến một triệu năm nhưng khảo sát gần đây gợi ý thi thoảng có những dòng chảy lớn từ hồ này sang hồ khác.
Các lõi băng được khoan tới khoảng 400 m trên mực nước cho thấy một số bằng chứng về sự sống vi sinh trong hồ Vostok. Bề mặt đóng băng của hồ có những điểm tương đồng với vệ tinh Europa của Sao Mộc. Việc khám phá ra sự sống trong hồ Vostok sẽ củng cố luận cứ có sự sống trên Europa. Vào ngày 7 tháng 2 năm 2008 một đội NASA khởi động nhiệm vụ đến hồ Untersee tìm kiếm sinh vật ái cực trong nước có tính kiềm cao. Nếu được phát hiện, những sinh vật kiên cường này có thể ủng hộ thêm lý lẽ về sự sống ngoài Trái Đất ở những môi trường cực lạnh và giàu metan.

## Địa chất

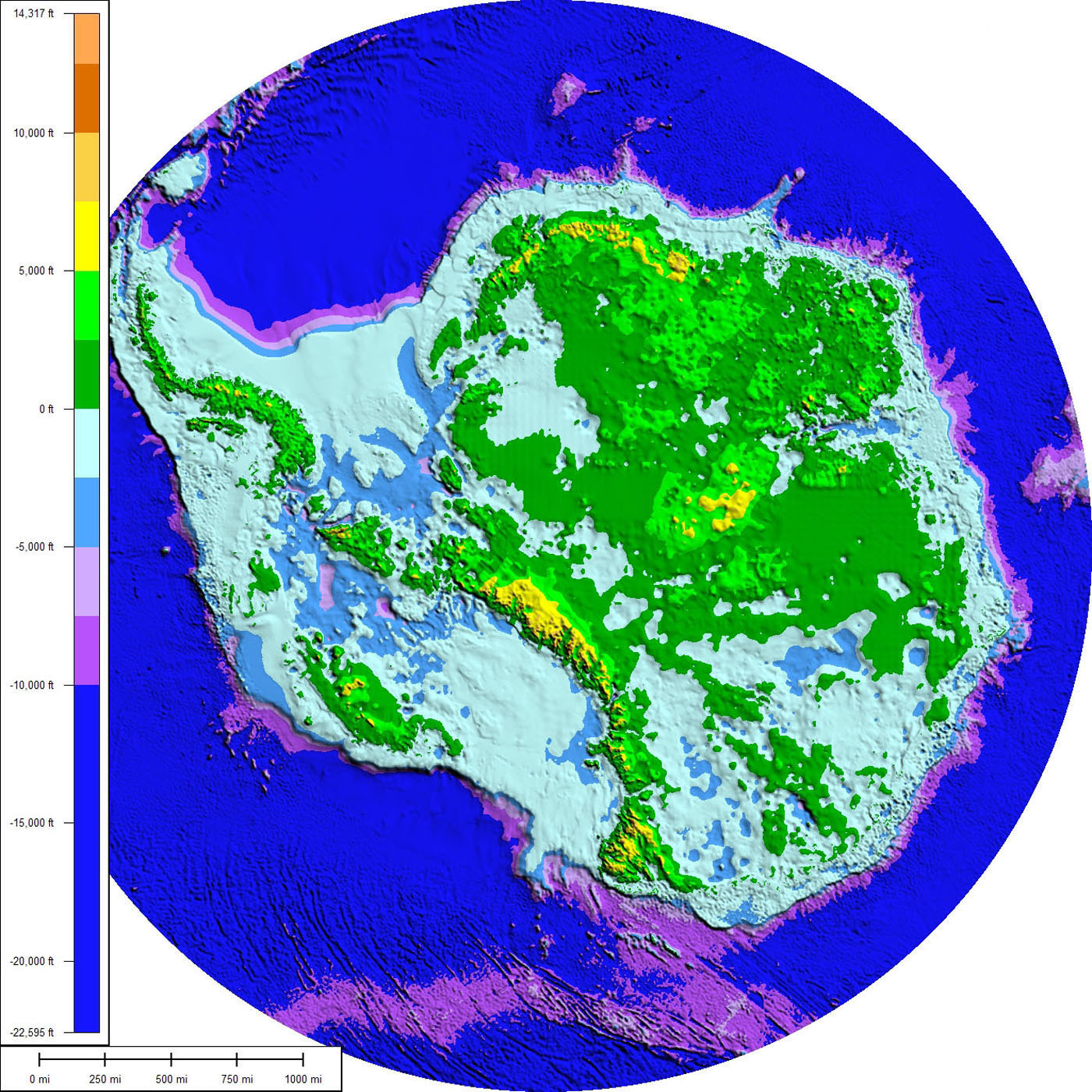
Địa hình dưới băng và độ sâu của đá móng nằm dưới phiến băng Nam Cực

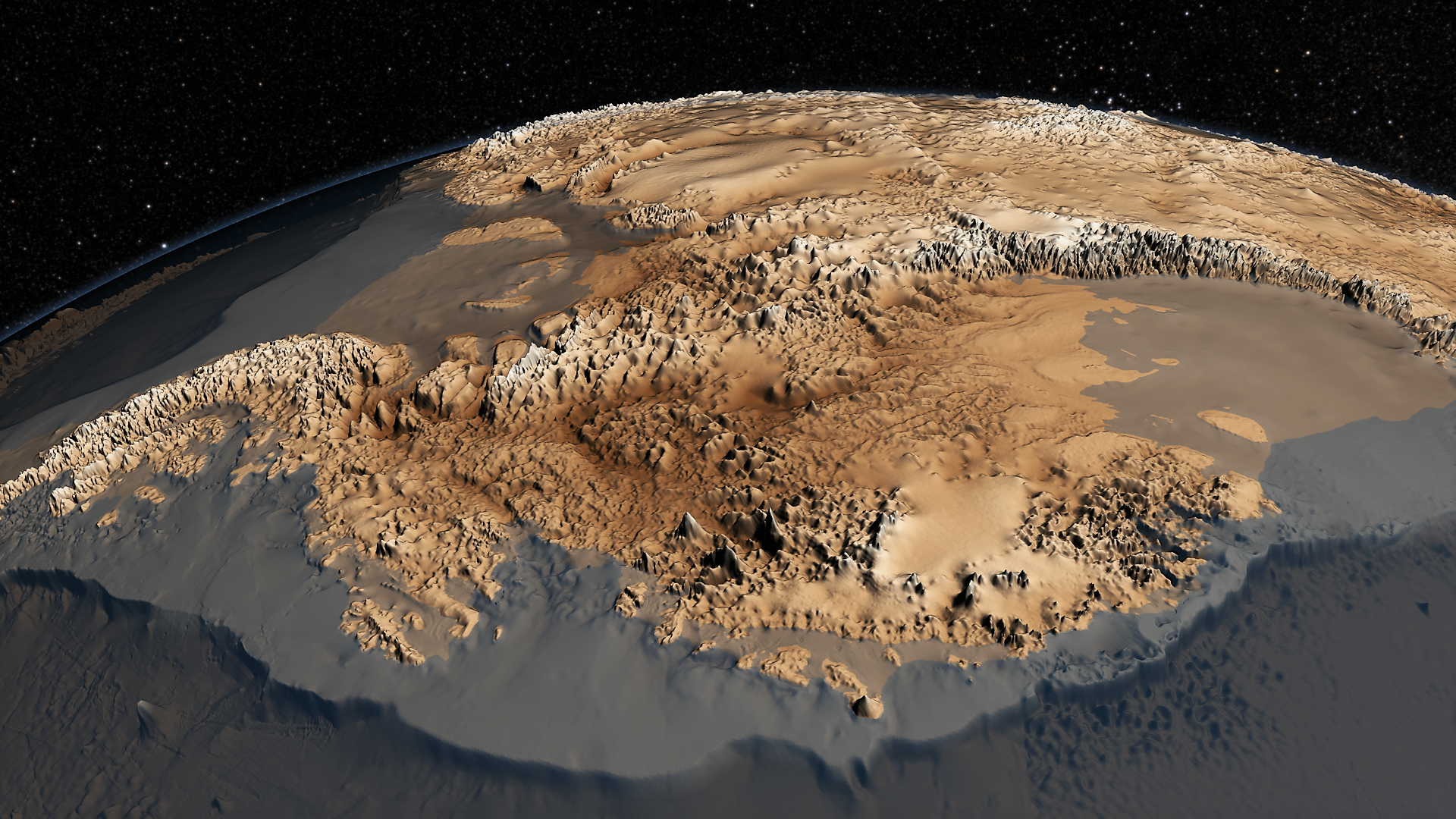
Địa hình móng châu Nam Cực là quan trọng để hiểu về chuyển động của phiến băng lục địa

### Lịch sử địa chất và cổ sinh vật
Hơn 170 triệu năm trước, châu Nam Cực là một phần của siêu lục địa Gondwana. Qua thời gian, Gondwana dần tan vỡ và châu Nam Cực mà chúng ta biết ngày nay hình thành vào khoảng 25 triệu năm trước. Châu Nam Cực không phải luôn luôn lạnh, khô và bị băng bao phủ. Tại một số thời điểm, lục địa này nằm xa hơn về phía bắc, có khí hậu nhiệt đới hoặc ôn đới, có rừng bao phủ và là nơi cư ngụ của nhiều dạng sống cổ xưa.

#### Đại Cổ sinh (540–250 Ma)
Vào kỷ Cambri, một lượng lớn đá cát, đá vôi, đá phiến đã lắng kết. Gondwana có khí hậu ôn hòa và một phần Tây Nam Cực nằm ở Bắc Bán cầu. Đông Nam Cực tọa lạc tại xích đạo, kề những biển nhiệt đới nơi mà bọ ba thùy và động vật không xương sống dưới đáy phát đạt. Đến khi kỷ Devon bắt đầu (416 Ma), Gondwana đã lùi xa hơn về phương nam. Khí hậu lạnh hơn song hóa thạch thực vật mặt đất lại được biết từ thời kỳ này. Cát và bùn đọng lại ở nơi mà nay là dãy Ellsworth, Horlick và Pensacola. Băng hà khởi phát tại điểm kết của kỷ Devon (360 Ma) và Gondwana trở nên dịch về tâm cực nam. Khí hậu lạnh đi song quần thực vật vẫn còn đó. Vào kỷ Permi, thống trị mặt đất là thực vật có hạt như Glossopteris sinh trưởng nơi đầm lầy. Qua thời gian đầm lầy trở thành trầm tích than đá ở dãy Xuyên Nam Cực. lui tới hồi kết của kỷ Permi, sự ấm lên mang đến khí hậu nóng, khô cho khắp Gondwana.

#### Đại Trung sinh (250–66 Ma)
Quá trình ấm lên tiếp diễn, hệ quả là chỏm băng cực tan chảy và đa phần Gondwana biến thành hoang mạc. Ở Đông Nam Cực, dương xỉ hạt trở nên phong phú và lượng lớn đá cát cùng đá phiến lắng kết. Synapsida, thường gọi là "bò sát giống động vật có vú", phổ biến ở châu Nam Cực vào Trias Sớm và bao gồm các đại diện như Lystrosaurus. Bán đảo Nam Cực bắt đầu hình thành trong kỷ Jura (206–146 Ma) và các hòn đảo dần nhô lên khỏi đại dương. Ginkgo, Pinophyta (thông), Cycadeoidea, Equisetum, Polypodiopsida (dương xỉ), và Cycadophyta (tuế) phong phú vào thời gian này. Ở Tây Nam Cực, rừng thông lấn át suốt kỷ Creta (146–66 Ma), dù vậy về cuối kỷ sồi phương nam trở nên nổi trội hơn. Cúc đá phổ biến ở biển quanh châu Nam Cực và khủng long cũng hiện diện dù đến nay con người mới chỉ mô tả được ba chi khủng long châu Nam Cực (Cryolophosaurus, Glacialisaurus, và Antarctopelta). Đây cũng là lúc mà Gondwana bắt đầu tan vỡ.

#### Gondwana tan vỡ (160–23 Ma)
Châu Nam Cực lạnh đi từng bước khi các lục địa tỏa ra làm thay đổi hải lưu từ chuyển động theo chiều kinh tuyến sang chiều vĩ tuyến khiến sự khác biệt nhiệt độ theo vĩ độ tăng.
Châu Phi tách khỏi châu Nam Cực vào kỷ Jura, khoảng 160 Ma, kế đến là tiểu lục địa Ấn Độ vào đầu kỷ Creta (khoảng 125 Ma). Đến hết kỷ Creta (khoảng 66 Ma), châu Nam Cực (khi ấy liền với Úc) vẫn có khí hậu cận nhiệt đới và quần thực vật, động vật có túi. Vào thế Eocen, Úc và New Guinea tách khỏi châu Nam Cực (40 Ma) khiến cho những hải lưu vĩ tuyến có thể cô lập châu Nam Cực khỏi Úc và băng bắt đầu xuất hiện. Trong sự kiện tuyệt chủng Eocen–Oligocen 34 triệu năm trước, hàm lượng CO2 được phát hiện vào tầm 760 ppm và đang giảm từ mức hàng ngàn ppm trước đó.
Khoảng 23 Ma, eo biển Drake mở ra giữa châu Nam Cực và Nam Mỹ dẫn đến việc Hải lưu vòng Nam Cực cô lập hoàn toàn lục địa. Mô hình biến đổi gợi ý sự sụt giảm hàm lượng CO2 trở nên hệ trọng hơn. Băng bắt đầu lan tỏa thay thế rừng cây đã từng che phủ châu Nam Cực trước đó. Từ khoảng 15 Ma lục địa đã bị băng bao phủ hầu khắp.

### Ngày nay

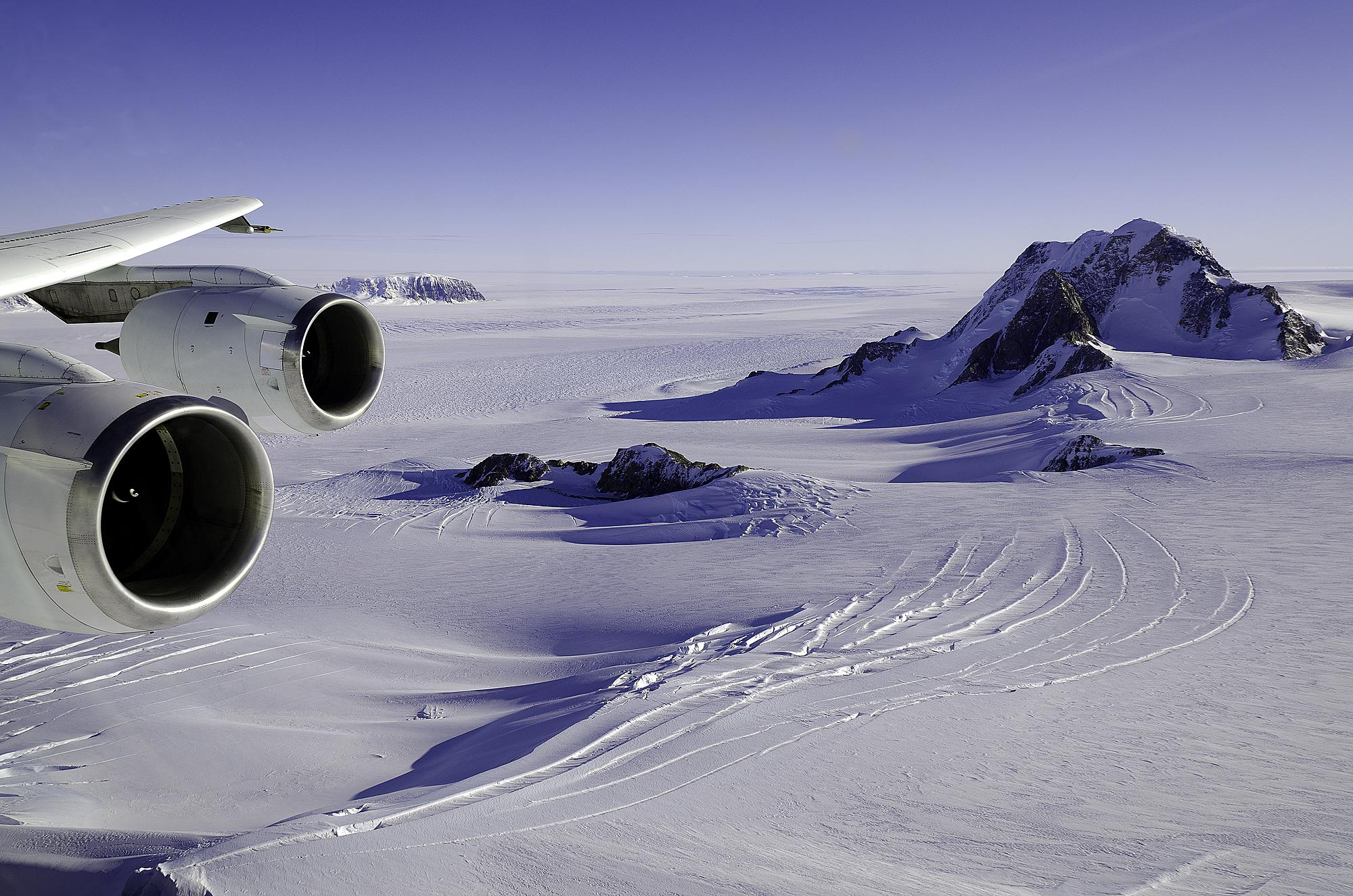
Sông băng và đá nổi ở vùng đất Marie Byrd nhìn từ máy bay DC-8 của NASA

Lớp băng dày vĩnh cửu che phủ hầu hết lục địa gây trở ngại lớn cho công tác nghiên cứu địa chất châu Nam Cực. Tuy nhiên, công nghệ mới như viễn thám, ra-đa xuyên đất, và hình ảnh vệ tinh đã bắt đầu tiết lộ cấu trúc bên dưới lớp băng.
Về mặt địa chất, Tây Nam Cực gần giống dãy Andes ở Nam Mỹ. Bán đảo Nam Cực hình thành bởi việc trầm tích đáy biển biến chất và nâng lên vào cuối đại Cổ sinh và đầu đại Trung sinh đi kèm hiện tượng núi lửa và magma xâm nhập. Andesit và rhyolit là hai loại đá phổ biến nhất ở Tây Nam Cực hình thành từ núi lửa trong kỷ Jura. Còn có bằng chứng về hoạt động núi lửa ở vùng đất Marie Byrd và đảo Alexander kể cả khi đã xuất hiện phiến băng. Khu vực khác thường duy nhất ở Tây Nam Cực là dãy Ellsworth có địa tầng giống Đông Nam Cực hơn.
Đông Nam Cực đa dạng về địa chất, khởi nguồn từ Tiền Cambri với một số đá hình thành vào hơn 3 tỉ năm trước. Phần nền gồm đá magma và đá biến chất là thành tố cơ bản của khiên lục địa. Trên cùng lớp nền là than và các loại đá ngày nay như đá cát, đá vôi, đá phiến lắng kết vào kỷ Devon và Jura làm nên dãy Transantarctic. Ở những vùng duyên hải như dãy Shackleton và vùng đất Victoria xảy ra một vài sự đứt gãy.
Than là nguồn khoáng sản chính của châu Nam Cực. Frank Wild đã lần đầu tìm thấy than gần sông băng Beardmore trong chuyến thám hiểm Nirod và hiện than cấp thấp được biết có ở nhiều nơi thuộc dãy Transantarctic. Nhóm núi Prince Charles chứa lượng trầm tích quặng sắt đáng kể. Tài nguyên giá trị nhất của châu Nam Cực nằm ở ngoài khơi, đó là các mỏ dầu và khí thiên nhiên được phát hiện ở biển Ross vào năm 1973. Nghị định thư Bảo vệ Môi trường của Hiệp ước Nam Cực cấm khai thác mọi nguồn khoáng sản cho đến năm 2048.

## Khí hậu

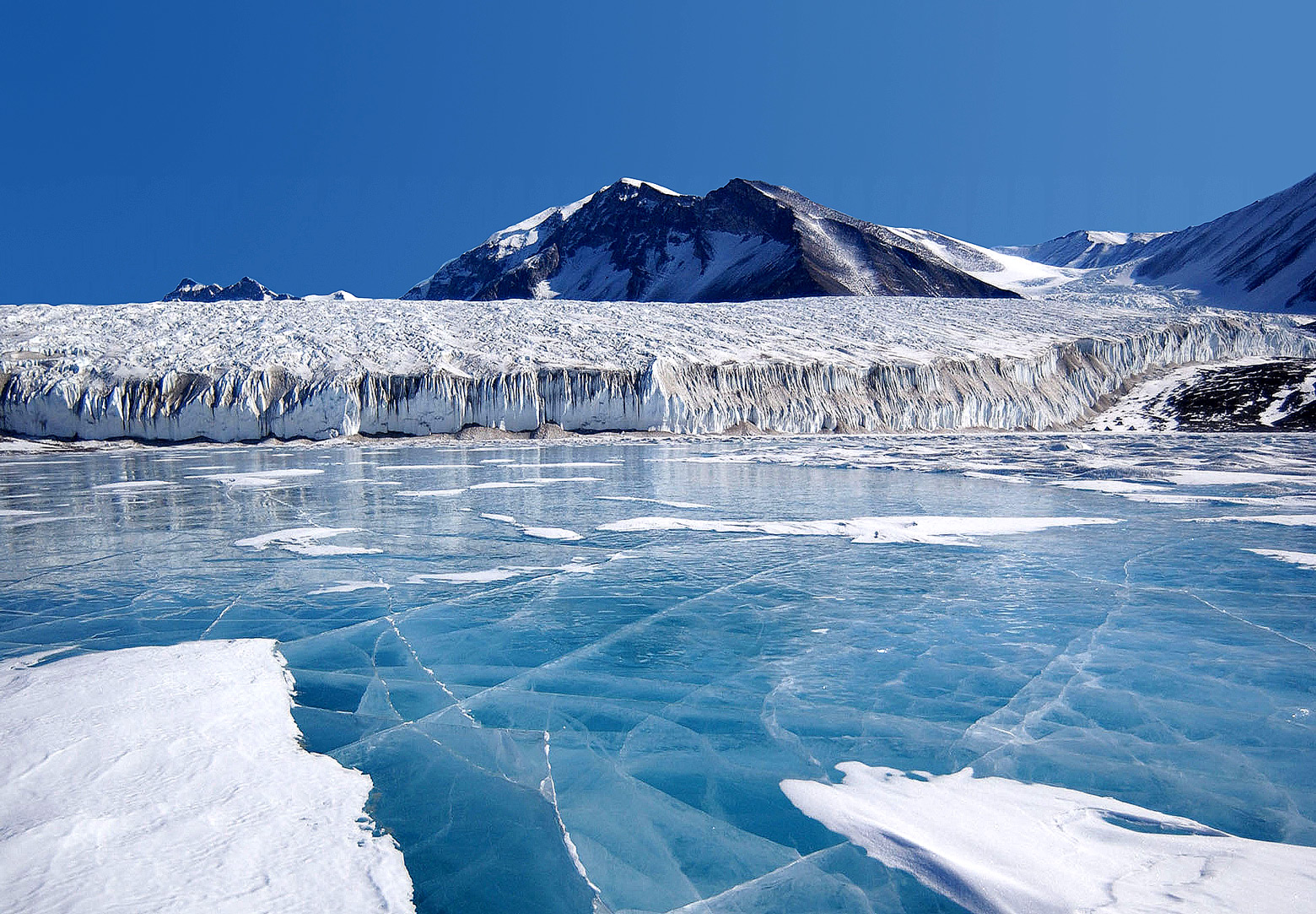
Băng xanh che phủ hồ Fryxell được tạo thành từ nước băng tan của sông băng Canada và các sông băng nhỏ hơn khác

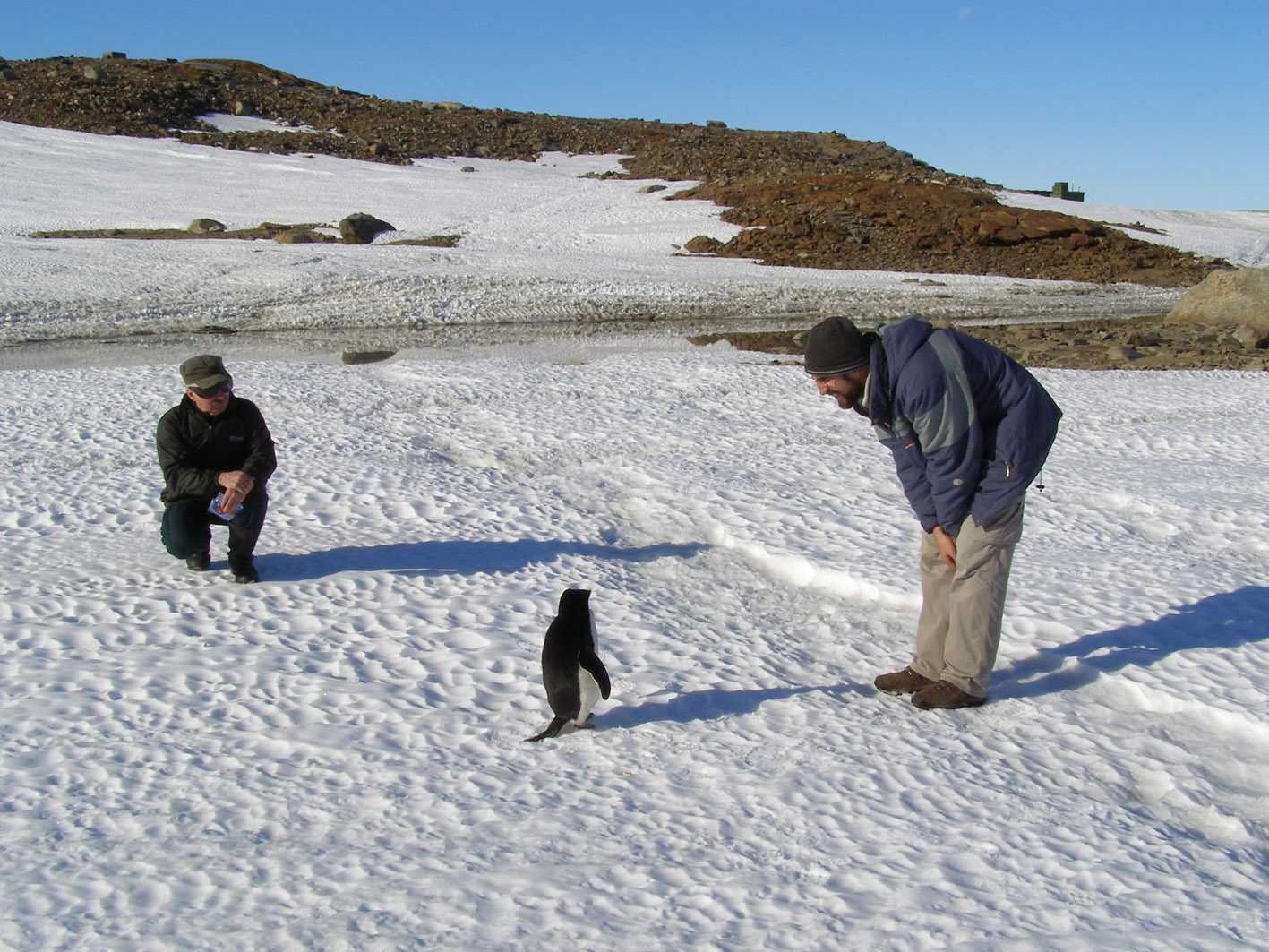
Gần bờ biển, tháng 12 có nhiệt độ khá ôn hòa

Châu Nam Cực là lục địa lạnh nhất trên Trái Đất. Tuy nhiên, nó chỉ bắt đầu bị băng che phủ vào 34 triệu năm trước và trước đó băng không tồn tại. Nhiệt độ không khí tự nhiên thấp nhất từng ghi nhận trên hành tinh là −89,2 °C tại Trạm Vostok của Liên Xô (nay là Nga) ở châu Nam Cực vào ngày 21 tháng 7 năm 1983. Một phép so sánh, mức nhiệt này thấp hơn điểm băng khô thăng hoa tại một át-mốt-phe áp suất riêng phần 10,7 °C, nhưng vì CO2 chỉ chiếm 0,039% thành phần không khí, cần nhiệt độ thấp hơn −150 °C để tạo thành tuyết băng khô ở châu Nam Cực. Vào năm 2010, vệ tinh đã xác định một mức nhiệt trong không khí thấp hơn là −94,7 °C nhưng nó có thể bị ảnh hưởng bởi nhiệt độ mặt đất và không được đo tại độ cao 2 mét trên bề mặt theo như yêu cầu cho kỷ lục nhiệt độ không khí chính thức. Châu Nam Cực là một hoang mạc băng giá với lượng giáng thủy thấp, trung bình hàng năm  dưới 10 mm tại điểm Cực Nam. Nhiệt độ xuống thấp nhất vào khoảng −80 °C đến −89,2 °C trong nội lục vào mùa đông và lên cao nhất 5 °C đến 15 °C gần bờ biển vào mùa hè. Mức nhiệt cao kỷ lục được ghi nhận là 20,75 °C vào tháng 9 năm 2020 tại đảo Seymour. Cháy nắng thường là vấn đề sức khỏe bởi bề mặt tuyết phản xạ gần như toàn bộ tia tử ngoại chiếu tới. Do đặc điểm vị trí địa lý, luôn tồn tại những giai đoạn tối bất biến và sáng bất biến dài tạo nên những kiểu khí hậu lạ lẫm đối với con người ở hầu khắp phần còn lại của hành tinh.

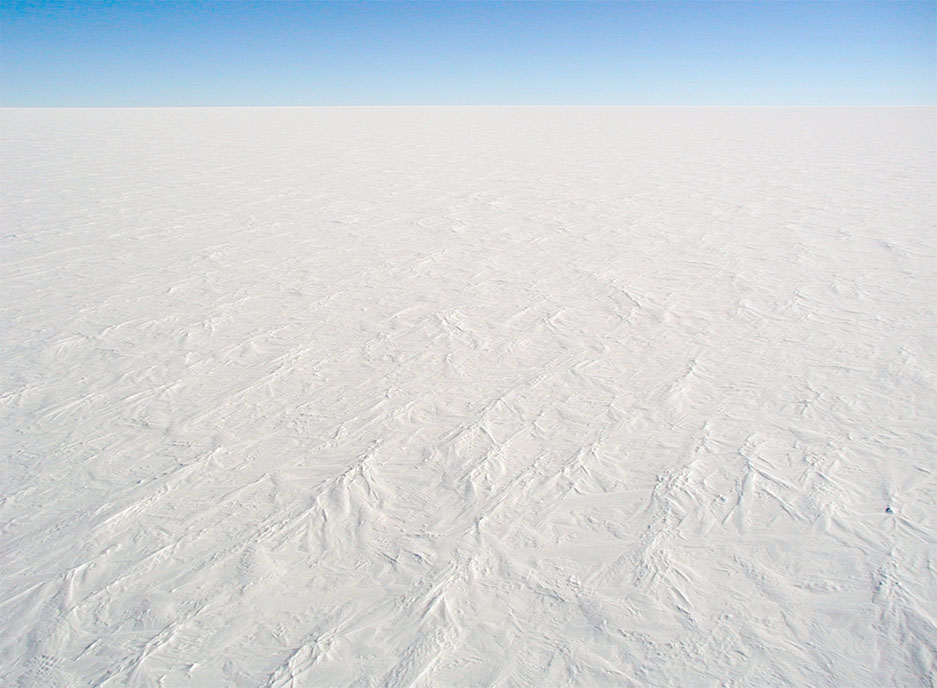
Bề mặt tuyết tại Trạm Dome C là dạng bề mặt đặc trưng của hầu khắp lục địa

Đông Nam Cực lạnh hơn phần phía tây bởi độ cao lớn hơn. Frông thời tiết hiếm khi thâm nhập sâu vào trong lục địa khiến cho vùng trung tâm lạnh và khô. Phần này mặc dù ít mưa, nhưng băng vẫn duy trì trong thời gian dài. Tuyết rơi dày là hiện tượng phổ biến ở duyên hải lục địa, nơi từng ghi nhận lượng tuyết rơi lên tới 1,22 m trong 48 giờ.
Ở rìa lục địa, gió katabatic (giáng phong) mạnh thường thổi ngang tốc độ gió bão. Trong nội lục, sức gió điển hình ở ngưỡng vừa phải. Vào những ngày hè quang đãng, lượng bức xạ mặt trời chiếu đến bề mặt Cực Nam nhiều hơn xích đạo do ngày nắng ở đây kéo dài 24 giờ.
Châu Nam Cực lạnh hơn Vùng Bắc Cực bởi ba lý do. Thứ nhất, đa phần lục địa cao trên 3.000 mét so với mực nước biển và ở tầng đối lưu nhiệt độ giảm theo độ cao. Thứ hai, bao phủ vùng cực bắc là Bắc Băng Dương: sự ấm áp tương đối của đại dương truyền qua lớp băng và ngăn không cho nhiệt độ ở Vùng Bắc Cực đạt đến ngưỡng tối cực đặc thù của bề mặt đất châu Nam Cực. Thứ ba, Trái Đất ở điểm viễn nhật trong tháng 7 (tức là Trái Đất ở xa Mặt Trời nhất vào mùa đông Nam Cực) và ở điểm cận nhật trong tháng 1 (ở gần Mặt Trời nhất vào mùa hè Nam Cực); khoảng cách quỹ đạo góp phần khiến mùa đông Nam Cực lạnh hơn (và mùa hè ấm hơn). Tuy nhiên, hai lý do đầu có tác động chủ yếu.
Nam cực quang, hay ánh sáng phương nam, là khung cảnh rực rỡ sắc màu trên bầu trời đêm gần Nam Cực tạo bởi gió mặt trời khi đi qua Trái Đất. Một cảnh tượng độc đáo khác là bụi kim cương, đám mây gần mặt đất chứa các tinh thể băng nhỏ mà nhìn chung hình thành dưới bầu trời trong hoặc tương đối trong. Ảo nhật hay Mặt Trời giả, một hiện tượng quang học khí quyển thường gặp, là một đốm sáng bên cạnh Mặt Trời thật.

## Dân số

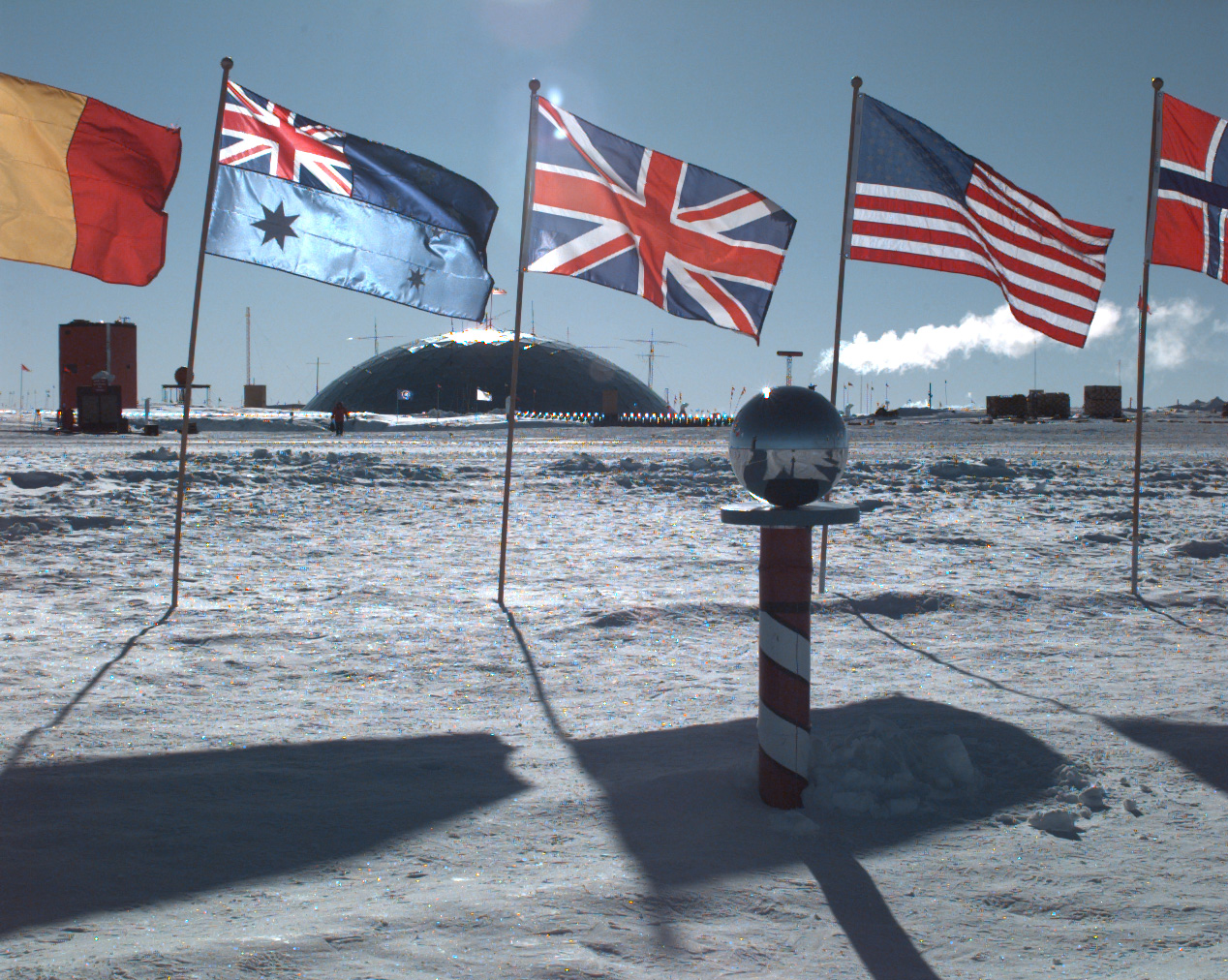
Nghi thức Nam Cực, một khu vực cách cực nam địa lý vài mét tại Trạm Amundsen–Scott

Một số chính phủ duy trì các trạm nghiên cứu có người ở lâu dài trên lục địa. Số người làm, hỗ trợ nghiên cứu khoa học cùng những công việc khác ở châu Nam Cực và các hòn đảo gần đó dao động từ khoảng 1.000 vào mùa đông đến 5.000 vào mùa hè, tương ứng mật độ dân số 70–350 người/một triệu km² mỗi thời điểm. Không ít trạm bố trí người quanh năm, nhân viên làm qua mùa đông thường tới từ nước họ và phục vụ một năm. Nhà thờ Chính thống giáo Trinity mở cửa vào năm 2004 tại Trạm Bellingshausen của Nga quanh năm có một đến hai tư tế điều hành và họ cũng được thay phiên hàng năm.
Cư dân bán thường trực đầu tiên của khu vực gần châu Nam Cực (phía nam đới hội tụ Nam Cực) là những thợ săn hải cẩu người Mỹ và Anh. Họ từng ở South Georgia một năm hoặc hơn, từ 1786 trở đi. Vào thời kỳ săn cá voi kéo dài đến năm 1966, dân số đảo này dao động từ hơn 1.000 vào mùa hè (một số năm hơn 2.000) đến tầm 200 vào mùa đông. Thợ săn chủ yếu là người Na Uy cùng một tỉ lệ người Anh tăng dần. Chốn định cư gồm có Grytviken, King Edward Point, Stromness, Husvik, Godthul, Cảng Leith, Prince Olav, và Ocean. Quản lý và những công chức thâm niên của trạm cá voi thường sống cùng gia đình. Trong số họ có Carl Anton Larsen, nhà thám hiểm và thợ săn cá voi lão luyện người Na Uy, người sáng lập Grytviken. Larsen và gia đình nhập quốc tịch Anh vào năm 1910.

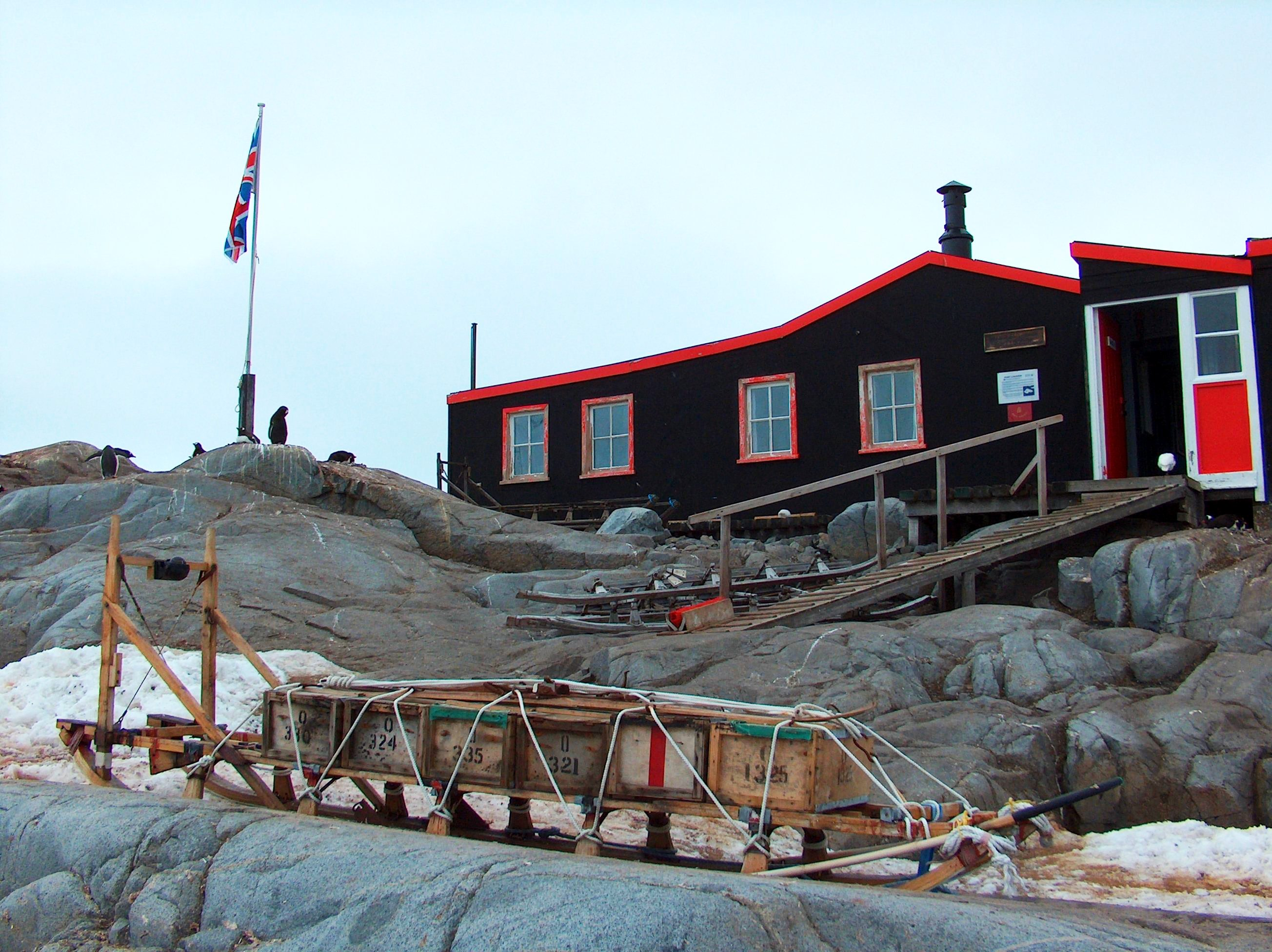
Bảo tàng Cảng Lockroy

Bé gái người Na Uy Solveig Gunbjørg Jacobsen là đứa trẻ đầu tiên sinh ra ở Vùng Nam Cực, cụ thể tại Grytviken vào ngày 8 tháng 10 năm 1913. Cô là con gái của Klara Olette Jacobsen và Fridthjof Jacobsen, trợ lý điều hành của trạm cá voi. Jacobsen đến đảo vào năm 1904 và trở thành người quản lý Grytviken từ 1914 đến 1921. Ông có hai người con sinh ra trên đảo.
Emilio Marcos Palma là người đầu tiên sinh ra ở phía nam vĩ tuyến 60 độ nam và trên lục địa Nam Cực, cụ thể trong Căn cứ Esperanza tại mũi bán đảo Nam Cực vào năm 1978. Cha mẹ Palma cùng bảy gia đình khác được chính phủ Argentina cử đến để xem cuộc sống gia đình có phù hợp ở đây không. Juan Pablo Camacho là người Chile đầu tiên sinh ra ở châu Nam Cực vào năm 1984 tại Trạm Frei Montalva. Một số căn cứ hiện là nơi sinh sống của những gia đình có con đi học tại trạm. Tính đến năm 2009 đã có 100 đứa trẻ ra đời ở châu Nam Cực (phía nam vĩ tuyến 60 độ nam), tám tại Căn cứ Esperanza của Argentina và ba tại Trạm Frei Montalva của Chile.

## Đa dạng sinh học

### Động vật

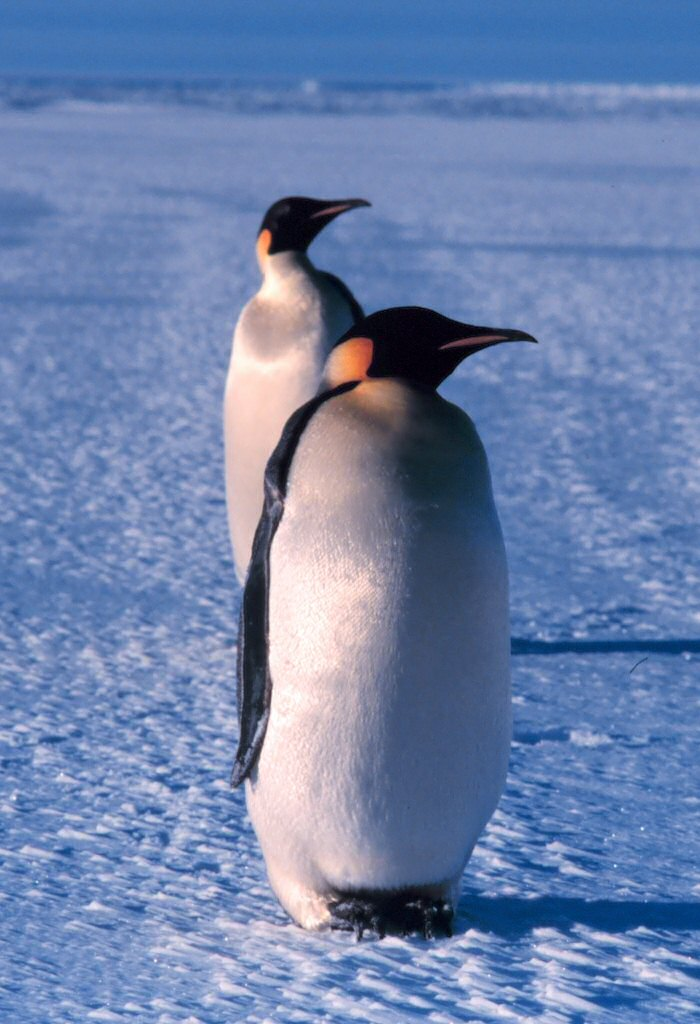
Chim cánh cụt hoàng đế ở biển Ross

Vài loại động vật có xương sống trên cạn sống ở những hòn đảo cận Nam Cực. Sinh vật không xương sống gồm có mạt, chấy, giun tròn, gấu nước, luân trùng, moi lân, và bọ đuôi bật. Loài ruồi nhuế không bay Belgica antarctica với chiều dài tối đa 6 mm là động vật chỉ sống trên cạn lớn nhất châu Nam Cực. Hải âu pêtren là một trong ba loại chim chỉ sinh sản ở châu Nam Cực.
Một số động vật biển tồn tại và lệ thuộc trực tiếp hay gián tiếp vào thực vật phù du. Sinh vật biển Nam Cực có chim cánh cụt, cá voi xanh, cá voi sát thủ, mực ống khổng lồ, và hải cẩu lông. Cánh cụt hoàng đế là loài chim cánh cụt duy nhất sinh sản vào mùa đông ở châu Nam Cực còn cánh cụt Adélie thì tại địa điểm xa về phía nam nhất. Cánh cụt rockhopper phương nam có những lông vũ đặc biệt quanh mắt làm nên bộ lông mi độc đáo. Cánh cụt vua, cánh cụt quai mũ, và cánh cụt gentoo cũng sinh sản ở Vùng Nam Cực.
Trong thế kỷ 18 và 19, hải cẩu lông mao Nam Cực bị những thợ săn tới từ Mỹ và Anh săn bắt rất nhiều để lấy da. Hải cẩu Weddell là một loài hải cẩu không tai được đặt theo tên của James Weddell, chỉ huy đoàn thám hiểm săn hải cẩu ở biển Weddell. Moi lân Nam Cực luôn tụ tập thành bầy lớn là loài chủ chốt của hệ sinh thái Nam Đại Dương và nguồn thức ăn quan trọng cho cá voi, hải cẩu, mực, cá băng, cánh cụt, hải âu mày đen, cùng nhiều loài chim khác.
Vào Năm Địa cực Quốc tế 2007–2008, một cuộc điều tra về sự sống biển được tiến hành với sự tham gia của khoảng 500 nhà nghiên cứu. Đây là một phần của cuộc điều tra sự sống biển toàn cầu và nó đã đem lại một số phát hiện đáng chú ý. Hơn 235 sinh vật biển sống ở hai vùng cực đã nối liền khoảng cách 12.000 km. Chim và động vật lớn như một số loại cá voi du hành khứ hồi thường niên. Bất ngờ hơn là việc một số dạng sống nhỏ như hải sâm và sên bơi tự do được tìm thấy ở đại dương hai cực. Các yếu tố khác nhau có lẽ đã giúp chúng phân bổ: nhiệt độ khá đồng nhất của đại dương sâu tại cực và xích đạo (chênh nhau không quá 5 °C) và hệ thống hải lưu lớn hay hoàn lưu muối nhiệt giúp vận chuyển trứng và ấu trùng.

### Nấm
Con người đã ghi nhận khoảng 1.150 loài nấm ở châu Nam Cực, trong đó 750 là nấm không tạo địa y và 400 là tạo địa y. Một số loài sống trong đá do hệ quả của quá trình tiến hóa dưới điều kiện cùng cực và góp phần đáng kể vào việc làm nên hình dạng đá ấn tượng của Thung lũng Khô McMurdo và những rặng núi xung quanh. Hình thái bên ngoài đơn giản, cấu trúc không mấy phân biệt, hệ thống trao đổi chất và enzym vẫn hoạt động ở mức nhiệt rất thấp, cùng vòng đời ngắn đi giúp những loại nấm này chuyên thích nghi với môi trường khắc nghiệt như thung lũng McMurdo. Cụ thể, chúng chịu được tia tử ngoại nhờ tế bào hắc tố mạnh và dày vách. Các đặc điểm này cũng có ở tảo và khuẩn lam, gợi ý sự thích nghi với điều kiện thịnh hành ở châu Nam Cực. Từ đó dẫn đến suy đoán rằng nếu sự sống từng xuất hiện trên Sao Hỏa thì nó có lẽ trông tương tự nấm Nam Cực như Cryomyces antarcticus và Cryomyces minteri. Một số loại nấm dường như là đặc hữu của châu Nam Cực, đó còn bao gồm các loài sống trong phân nhất định đã từng tiến hóa để đối phó với thách thức kép: sinh trưởng trong phân ở nhiệt độ cực thấp và sống sót trong hành trình đi qua ruột của động vật máu nóng.

### Thực vật
Khoảng 300 triệu năm trước rừng cây kỷ Permi bắt đầu che phủ lục địa và thảm thực vật lãnh nguyên tồn tại cho đến 15 triệu năm trước. Tuy nhiên khí hậu châu Nam Cực ngày nay không cho phép thảm thực vật rộng lớn hình thành. Nhiệt độ băng giá, đất nghèo dinh dưỡng, thiếu độ ẩm, và thiếu ánh mặt trời khiến cây cối không thể phát triển. Vì lẽ đó thực vật rất thiếu tính đa dạng và khả năng phân bổ bị hạn chế. Quần thực vật của lục địa chủ yếu là rêu. Có khoảng 100 loài rêu thực và 25 loài rêu tản, chỉ ba loài thực vật có hoa là Deschampsia antarctica, Colobanthus quitensis, Poa annua phi bản địa và tất cả đều được tìm thấy ở bán đảo Nam Cực. Sinh trưởng bị hạn chế trong vài tuần mùa hè.

### Sinh vật khác

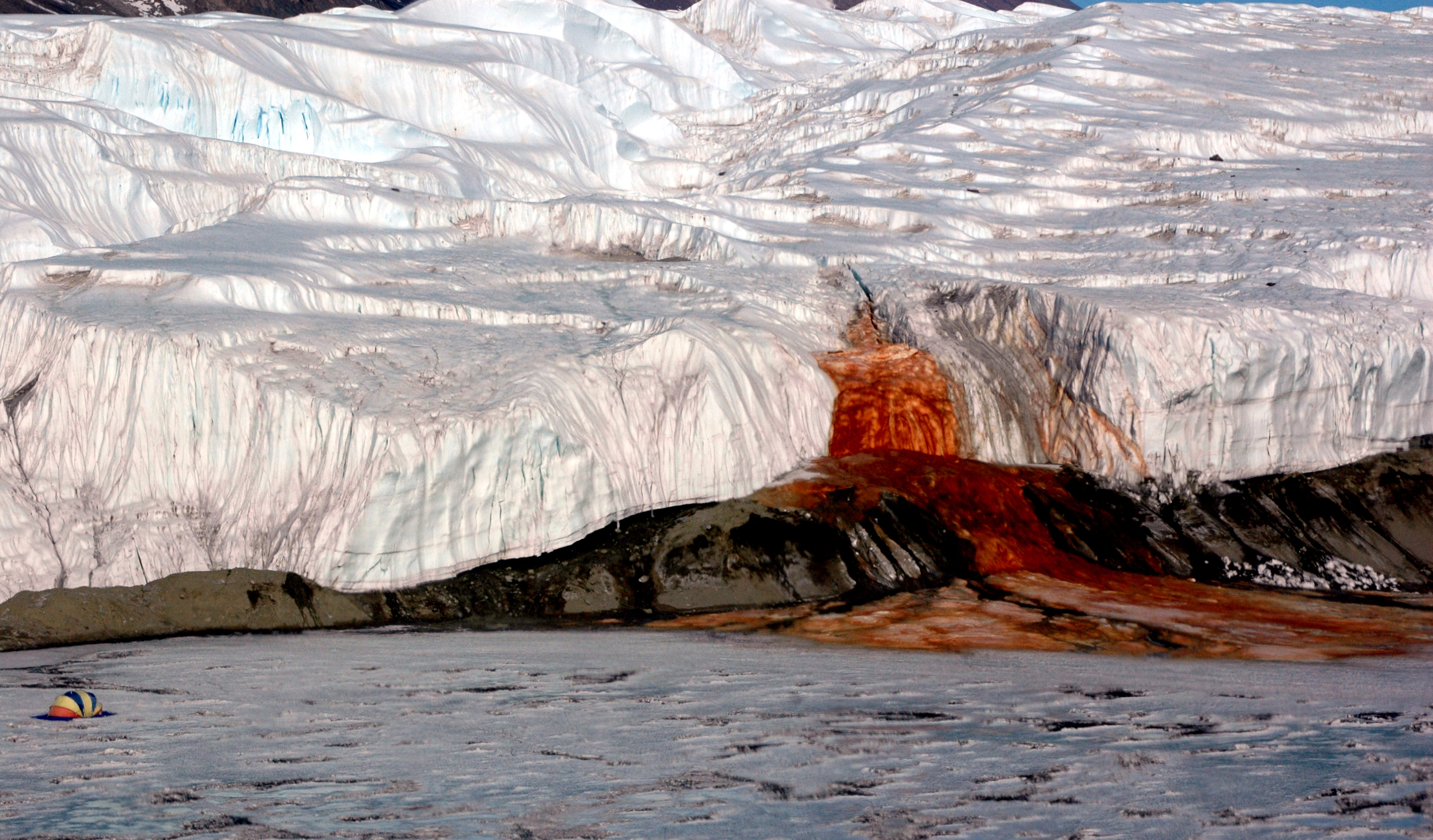
Chất lỏng màu đỏ chảy ra từ Thác Máu tại sông băng Taylor. Màu sắc bắt nguồn từ sắt oxit.

Châu Nam Cực có 700 loài tảo, đa phần là thực vật phù du. Tảo tuyết đa màu và tảo cát đặc biệt phong phú ở những vùng duyên hải vào mùa hè. Vi khuẩn được phát hiện sống trong tăm tối và lạnh lẽo ở độ sâu đến 800 m bên dưới lớp băng.

### Bảo tồn

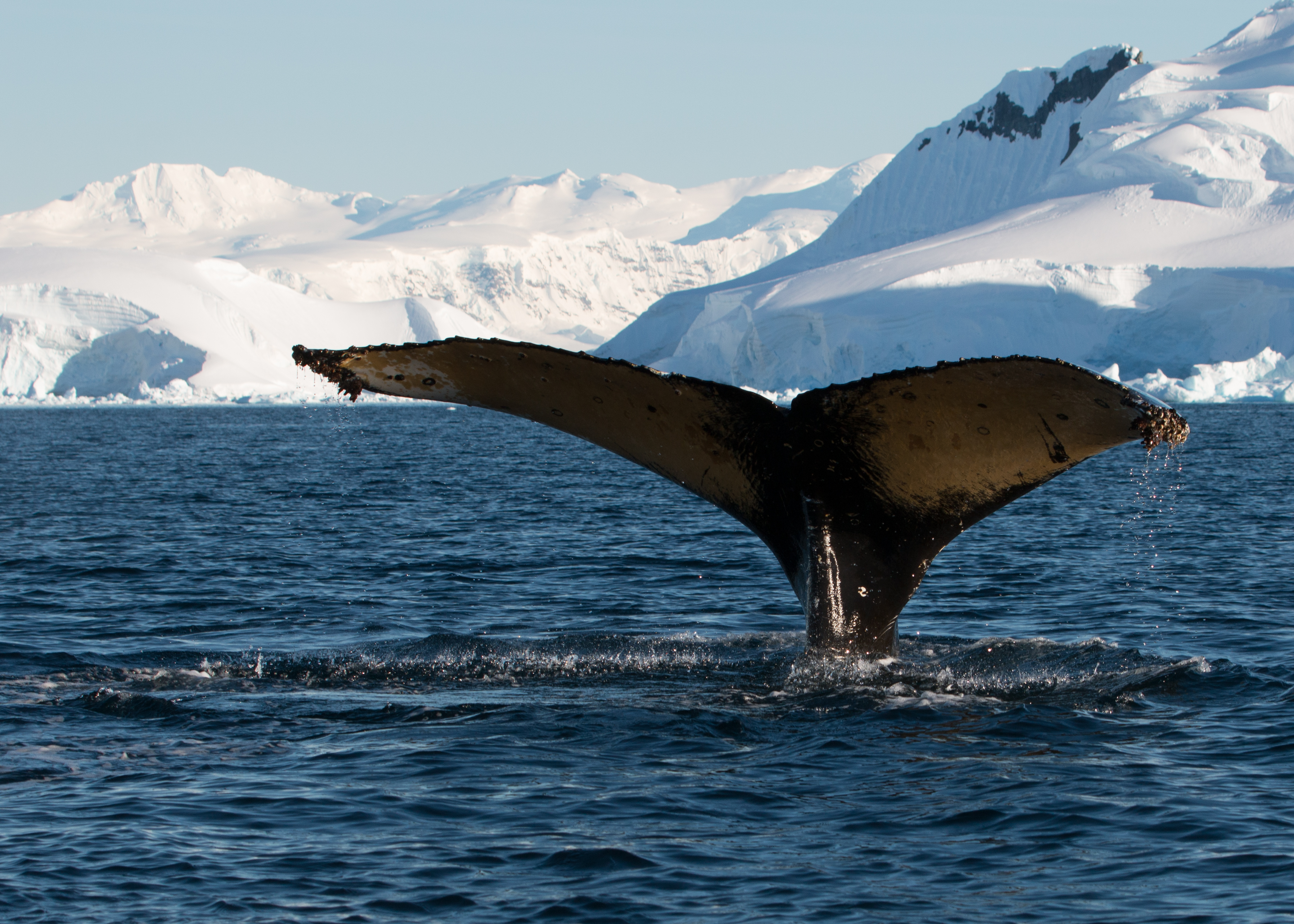
Khu bảo tồn Cá voi Nam Đại Dương là khu vực có diện tích 50 triệu km² bao quanh lục địa châu Nam Cực, nơi mà Ủy ban Săn bắt cá voi Quốc tế (IWC) cấm mọi hình thức săn bắt cá voi thương mại.

Nghị định thư Bảo vệ Môi trường của Hiệp ước Nam Cực (còn gọi là Nghị định thư Môi trường hay Nghị định thư Madrid) bắt đầu có hiệu lực năm 1998 là văn kiện chính liên quan đến bảo tồn và quản lý đa dạng sinh học ở châu Nam Cực. Ủy ban Bảo vệ Môi trường khuyến nghị Hội nghị Tư vấn Hiệp ước Nam Cực bàn về các vấn đề bảo tồn và môi trường. Một mối lo lớn là nguy cơ vô ý mang đến những loài phi bản địa từ nơi khác.
Đạo luật Bảo tồn Nam Cực thông qua năm 1978 đã áp đặt một số hạn chế lên hoạt động đánh bắt của Hoa Kỳ ở châu Nam Cực. Hành vi mang đến động vật hay thực vật ngoại lai có thể bị phạt hình sự vì gây hại cho loài bản địa. Việc moi lân, loài quan trọng trong hệ sinh thái Nam Cực, bị đánh bắt quá mức đã khiến giới chức sửa đổi luật đánh cá. Hiệp định Bảo tồn Tài nguyên sống Biển Nam Cực (CCAMLR) đi vào hiệu lực năm 1980 yêu cầu chỉnh đốn lại tất cả hoạt động đánh bắt ở Nam Đại Dương được xem là có nguy cơ ảnh hưởng đến hệ sinh thái Nam Cực. Tuy nhiên bất chấp luật mới, đánh bắt bất hợp pháp và không kiểm soát vẫn là vấn nạn nghiêm trọng, đặc biệt là loài cá răng Patagonia. Ước tính 32.000 tấn cá răng đã bị săn bắt trái phép trong năm 2000 và hành vi này đang gia tăng.

## Chính trị

Biểu tượng của hiệp ước Nam Cực từ năm 2002.

Một số quốc gia tuyên bố chủ quyền ở những vùng nhất định. Vài trong số này công nhận lẫn nhau song giá trị pháp lý của những tuyên bố không được toàn thể chấp nhận.
Hành động khẳng định chủ quyền ở châu Nam Cực bị đình chỉ từ năm 1959, dù vậy vào năm 2015 Na Uy đã chính thức thôn tính vùng đất Queen Maud. Hiệp ước Nam Cực 1959 và những hiệp định liên quan khác gọi chung là Hệ thống Hiệp ước Nam Cực quy định tình trạng châu Nam Cực. Theo đó châu Nam Cực được định nghĩa là toàn bộ đất đai và thềm băng phía nam 60° N. 12 nước trong đó có Liên Xô (sau này là Nga), Vương quốc Anh, Argentina, Chile, Úc, và Hoa Kỳ ký kết hiệp ước. Châu Nam Cực được xếp là một khu bảo vệ môi trường, bảo tồn khoa học cho phép tự do nghiên cứu khoa học và cấm hoạt động quân sự. Đây là thỏa thuận kiểm soát vũ khí đầu tiên trong Chiến tranh Lạnh.
Vào năm 1983 các bên tham gia hiệp ước bắt đầu đàm phán về quy định khai thác mỏ ở châu Nam Cực. Một liên minh các tổ chức quốc tế đã khơi mào chiến dịch tạo áp lực dư luận để ngăn chặn mọi hành vi khai khoáng trong khu vực, đi đầu là Greenpeace từng vận hành trạm khoa học riêng của họ là World Park Base ở biển Ross từ 1987 đến 1991 và thực hiện các chuyến thám hiểm thường niên để ghi lại tác động của con người đến môi trường ở châu Nam Cực. Vào năm 1988, Công ước Quy định Tài nguyên Khoáng sản Nam Cực (CRAMRA) được thông qua. Tuy nhiên một năm sau Úc và Pháp thông báo sẽ không thông qua làm dập tắt mọi ý định và mục đích của công ước. Thay vào đó họ đề xuất đàm phán một chế độ toàn diện nhằm bảo vệ môi trường Nam Cực. Nghị định thư Bảo vệ Môi trường của Hiệp ước Nam Cực ("Nghị định thư Madrid") được đàm phán khi các nước khác đồng tình và bắt đầu có hiệu lực vào ngày 14 tháng 1 năm 1998. Văn kiện cấm mọi hành vi khai thác mỏ và định rõ châu Nam Cực là "khu bảo tồn thiên nhiên dành cho khoa học và hòa bình".
Hiệp ước Nam Cực cấm mọi hoạt động quân sự ở châu Nam Cực, bao gồm việc xây các căn cứ quân sự và công sự, diễn tập quân sự, và thử vũ khí. Quân nhân hay quân bị chỉ được phép dùng cho nghiên cứu khoa học và những mục đích hòa bình khác. Cuộc diễn tập mặt đất duy nhất được ghi lại là chiến dịch nhỏ NINETY của quân đội Argentina vào năm 1965.

### Các lãnh thổ châu Nam Cực
| Năm  | Quốc gia          | Lãnh thổ                          | Phạm vi | Bản đồ |
| ---- | ----------------- | --------------------------------- | --- | ------ |
| 1840 | Pháp              | Vùng đất Adélie                   | 142°02′Đ đến 136°11′Đ |        |

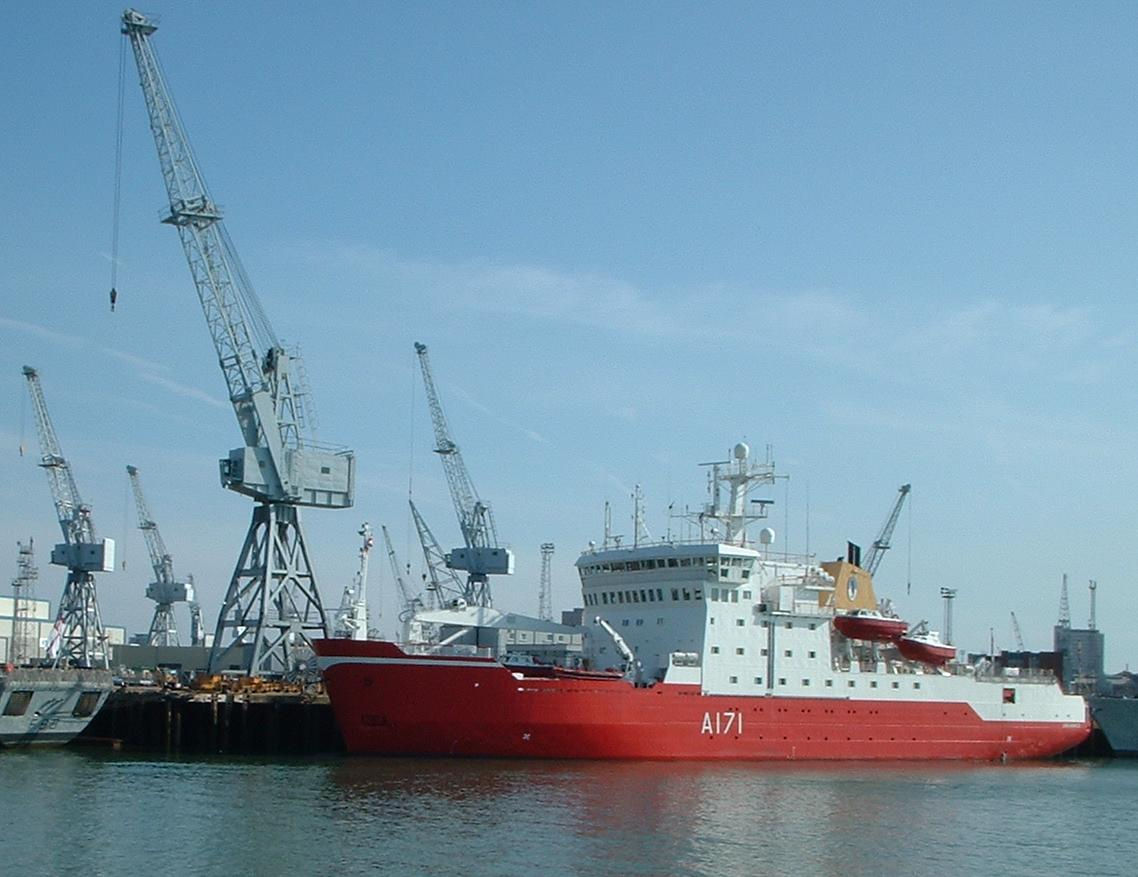
HMS Endurance: cựu tàu tuần tra vùng Nam Cực của Hải quân Hoàng gia Anh.

| 1908 | Vương quốc Anh    | Lãnh thổ châu Nam Cực thuộc Anh   | 080°00′T đến 020°00′T bao gồm xen lấn: - 80°00′T đến 74°00′T Chile tuyên bố (1940) - 74°00′T đến 53°00′T Chile (1940) và Argentina (1943) tuyên bố - 53°00′T đến 25°00′T Argentina (1943) tuyên bố |        |
| 1923 | New Zealand       | Lãnh thổ phụ thuộc Ross           | 160°00′Đ đến 150°00′T |        |
| 1931 | Na Uy             | Đảo Peter I                       | 68°50′N 90°35′T |        |
| 1933 | Úc                | Lãnh thổ châu Nam Cực thuộc Úc    | 044°38′Đ đến 136°11′Đ, và 142°02′Đ đến 160°00′Đ |        |
| 1939 | Na Uy             | Vùng đất Queen Maud               | 020°00′T đến 044°38′Đ |        |
| 1940 | Chile             | Lãnh thổ châu Nam Cực thuộc Chile | 090°00′T đến 053°00′T bao gồm xen lấn: - 90°00′T đến 74°00′T Vương quốc Anh (1908) tuyên bố - 74°00′T đến 53°00′T Vương quốc Anh (1908) và Argentina (1943) tuyên bố                               |        |
| 1943 | Argentina         | Châu Nam Cực thuộc Argentina      | 074°00′T đến 025°00′T bao gồm xen lấn: - 74°00′T đến 53°00′T Vương quốc Anh (1908) và Chile (1940) tuyên bố - 53°00′T đến 25°00′T Vương quốc Anh (1908) tuyên bố                                   |        |
| –    | (Lãnh thổ vô chủ) | Vùng đất Marie Byrd               | 150°00′T đến 090°00′T (trừ đảo Peter I) |        |

Argentina, Anh, Chile tranh giành mọi diện tích xen lấn dẫn đến xích mích. Vào ngày 18 tháng 12 năm 2012, Văn phòng Đối ngoại và Thịnh vượng chung Anh đặt tên một khu vực không tên trước đó là Queen Elizabeth Land (Vùng đất Nữ hoàng Elizabeth) để mừng Đại lễ Kim cương của Nữ hoàng Elizabeth II. Tới ngày 22 đại sứ Anh ở Argentina John Freeman bị chính phủ Argentina triệu tập để phản đối tuyên bố. Quan hệ Argentina–Anh vốn đã bị tổn hại suốt năm 2012 bởi tranh chấp về chủ quyền của quần đảo Falkland gần đó và dịp kỷ niệm 30 năm chiến tranh Falkland.
Các khu vực mà Úc và New Zealand tuyên bố là lãnh thổ Anh đến khi chúng được trao tay sau khi những nước này giành độc lập. Úc hiện khẳng định diện tích lớn nhất. Anh, Úc, New Zealand, Pháp và Na Uy đều công nhận lãnh thổ của nhau.
Còn các nước khác tham gia hiệp ước Nam Cực quan tâm đến lãnh thổ ở châu Nam Cực song điều khoản của hiệp ước không cho phép họ tuyên bố chủ quyền trong lúc hiệp ước đang có hiệu lực.
- Peru chính thức duy trì quyền khẳng định.[100][101]
- Nga thừa hưởng quyền khẳng định lãnh thổ của Liên Xô dưới Hiệp ước Nam Cực gốc.[102]
- Nam Phi chính thức duy trì quyền khẳng định.[100][101]
- Hoa Kỳ chính thức duy trì quyền khẳng định trong Hiệp ước Nam Cực gốc.[102]

## Kinh tế

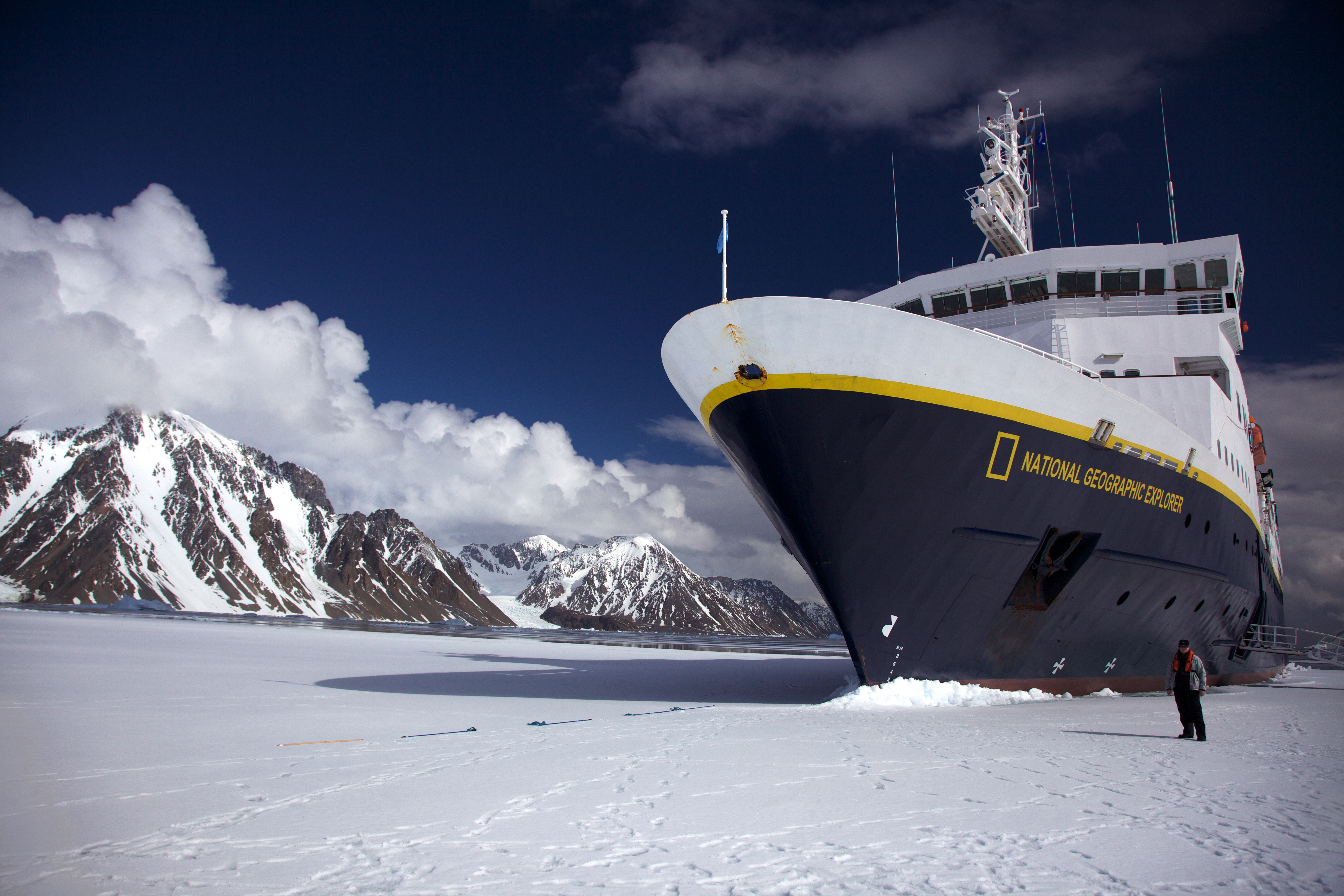
Tàu thám hiểm National Geographic Explorer gần bờ biển châu Nam Cực

Hiện không có hoạt động kinh tế ở châu Nam Cực trừ đánh cá ngoài khơi và du lịch quy mô nhỏ, cả hai đều khởi điểm bên ngoài lục địa.
Mặc dù than, hydrocacbon, quặng sắt, bạch kim, đồng, crôm, niken, vàng và các khoáng sản khác đã được tìm thấy song không nhiều để khai thác. Nghị định thư Bảo vệ Môi trường 1991 cũng hạn chế tiếp cận tài nguyên. Vào năm 1998 các bên nhất trí một thỏa hiệp áp đặt lệnh cấm khai mỏ vô thời hạn sẽ được xét lại vào năm 2048, điều này hạn chế thêm hoạt động khai thác và phát triển kinh tế. Đánh bắt và buôn bán cá ngoài khơi là hoạt động kinh tế chủ yếu. Sản lượng cá Nam Cực báo cáo năm 2000–01 là 112.934 tấn.
Du lịch thám hiểm quy mô nhỏ tồn tại từ năm 1957 và hiện lệ thuộc vào những điều khoản của Nghị định thư Bảo vệ Môi trường nhưng thực tế do Hiệp hội Điều hành Du lịch Nam Cực Quốc tế (IAATO) tự điều chỉnh. 95% hoạt động du lịch liên kết với IAATO. Chuyến đi chủ yếu bằng tàu cỡ nhỏ hay trung bình, tập trung vào những thắng cảnh cụ thể cùng động vật hoang dã biểu tượng có thể tiếp cận. Có 37.506 chuyến tham quan vào mùa hè Nam Bán cầu 2006–07, gần như toàn bộ là từ tàu thương mại; con số này năm 2015–16 là 38.478 chuyến. Tính đến năm 2015 có hai máy rút tiền tự động của Wells Fargo ở châu Nam Cực.
Dòng du khách làm dấy lên chút quan ngại về ảnh hưởng xấu tới hệ sinh thái và môi trường. Một số nhà khoa học và môi trường kêu gọi quy định chặt chẽ hơn đối với tàu bè và đề ra giới hạn du lịch. Các bên tham gia Hiệp ước Nam Cực phản ứng thông qua Ủy ban Bảo vệ Môi trường và sự hợp tác với IAATO, đóng cửa hoặc hạn chế những địa điểm vốn hay hút khách. Từng có những chuyến bay tham quan Nam Cực (không hạ cánh) khởi hành từ Úc và New Zealand cho đến vụ máy bay của Air New Zealand rơi ở núi Erebus vào năm 1979 khiến toàn bộ 257 người trên máy bay tử nạn. Qantas khôi phục đường bay thương mại từ Úc đến châu Nam Cực vào giữa thập niên 1990.

## Nghiên cứu

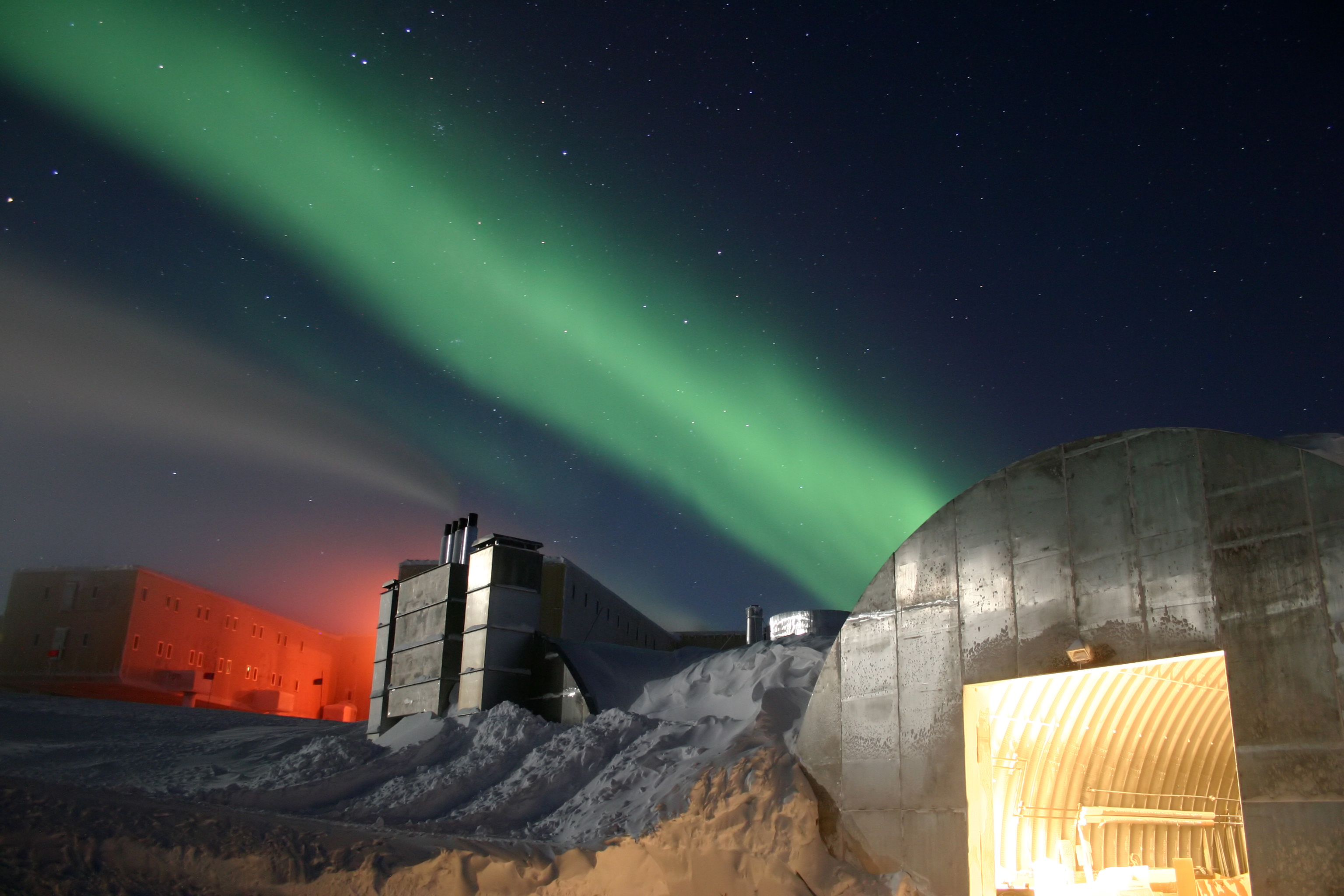
Trăng tròn cùng 25 giây phơi sáng giúp có đủ ánh sáng để bức ảnh này được chụp tại Trạm Amundsen–Scott trong đêm dài Nam Cực. Có thể thấy trạm ở xa phía bên trái, nhà máy điện ở giữa và ga-ra cơ khí góc dưới bên phải. Dải ánh sáng màu xanh lá trên nền trời là cực quang.

Hàng năm, các nhà khoa học đến từ 28 nước khác nhau tiến hành những thí nghiệm không làm được ở bất kỳ nơi nào khác trên thế giới. Số nhà khoa học vận hành các trạm nghiên cứu là hơn 4.000 vào mùa hè và hơn 1.000 vào mùa đông. Trạm nghiên cứu lớn nhất ở châu Nam Cực là McMurdo chứa được hơn 1.000 nhà khoa học và du khách.
Các nhà nghiên cứu gồm có nhà sinh học, địa chất học, hải dương học, vật lý học, thiên văn học, băng hà học, và khí tượng học. Nhà địa chất nghiên cứu kiến tạo mảng, vẫn thạch từ không gian ngoài, và tài nguyên từ sự tan vỡ của siêu lục địa Gondwana. Nhà băng hà nghiên cứu lịch sử và động lực của băng nổi, tuyết theo mùa, sông băng, phiến băng. Nhà sinh học khảo sát sự sống hoang dã, tìm hiểu cái cách mà nhiệt độ khắc nghiệt cùng sự hiện diện của con người tác động đến khả năng thích nghi và chiến lược sinh tồn đa dạng của sinh vật. Bác sĩ thí nghiệm truyền vi rút và phản ứng của cơ thể với nhiệt độ cùng cực. Nhà vật lý thiên văn tại Trạm Amundsen–Scott nghiên cứu bức xạ nền vũ trụ và thiên cầu. Quan sát thiên văn tiến hành ở nội lục châu Nam Cực tốt hơn hầu hết các điểm bề mặt Trái Đất khác bởi nơi đây cao nên khí quyển mỏng, nhiệt độ thấp làm giảm lượng hơi nước trong khí quyển, và không có ô nhiễm ánh sáng giúp cảnh quan không gian trong hơn. Băng vùng Nam Cực vừa là lá chắn và môi trường phát hiện cho kính viễn vọng nơ-tri-nô lớn nhất thế giới được xây phía dưới Trạm Amundsen–Scott 2 km.
Từ thập niên 1970 một trọng tâm nghiên cứu quan trọng là tầng ozone ở khí quyển phía trên châu Nam Cực. Vào năm 1985, ba nhà khoa học Anh làm việc với dữ liệu thu thập tại Trạm Halley trên thềm băng Brunt và phát hiện tồn tại một lỗ hổng ở tầng này. Cuối cùng người ta xác định thứ phá hủy ozone là chlorofluorocarbon (CFC) do sản phẩm của con người thải ra. Với lệnh cấm CFC trong Nghị định thư Montreal năm 1989, các đề án khí hậu nhận định tầng ozone sẽ hồi phục về trạng thái năm 1980 vào khoảng năm 2050–2070.
Tháng 9 năm 2006, dữ liệu vệ tinh NASA cho thấy lỗ hổng ozone Nam Cực rộng 2.750.000 km², lớn nhất từng ghi nhận. Con người không biết nhiều về tác động của lớp ozone triệt giảm đến biến đổi khí hậu ở châu Nam Cực.
Vào năm 2007 Trung tâm Không gian Địa cực thành lập sử dụng công nghệ cảm biến từ xa và địa không gian để cung cấp dịch vụ bản đồ cho các tổ nghiên cứu được chính quyền liên bang Hoa Kỳ tài trợ. Hiện trung tâm có thể ghi lại toàn bộ hình ảnh châu Nam Cực ở độ phân giải 500 mm mỗi 45 ngày.
Vào ngày 6 tháng 9 năm 2007 Quỹ Địa cực Quốc tế có trụ sở ở Bỉ khánh thành Princess Elisabeth, trạm khoa học địa cực không phát thải đầu tiên trên thế giới ở châu Nam Cực nhằm nghiên cứu biến đổi khí hậu. Princess Elisabeth là trạm dựng sẵn trị giá 16,3 triệu đô-la và một phần của Năm Địa cực Quốc tế được chở từ Bỉ đến Nam Cực cuối năm 2008 để theo dõi tình trạng vùng cực. Nhà thám hiểm người Bỉ Alain Hubert phát biểu: "Đây là căn cứ không phát thải đầu tiên trong số những loại tương tự biến nó thành hình mẫu độc nhất về cách thức sử dụng năng lượng ở vùng Nam Cực". Johan Berte là trưởng nhóm thiết kế trạm và quản lý của dự án nghiên cứu khí hậu, băng hà, và vi sinh vật.
Tháng 1 năm 2008, các nhà khoa học của Cục Khảo sát Nam Cực (BAS) do Hugh Corr và David Vaughan dẫn đầu báo cáo 2.200 năm trước một núi lửa đã phun trào bên dưới phiến băng châu Nam Cực và đây là vụ phun trào lớn nhất nơi này trong 10.000 năm qua. Tro núi lửa được phát hiện lắng kết trên bề mặt băng dưới dãy núi Hudson, gần sông băng đảo Pine.
Một nghiên cứu năm 2014 ước tính trong thế Pleistocen phiến băng Đông Nam Cực đã mỏng đi ít nhất 500 m. Quá trình băng mỏng đi kể từ thời Cực đại băng hà cuối cùng khả năng bắt đầu hậu 14.000 năm trước với độ hao hụt chưa đến 50 m.

### Vẫn thạch

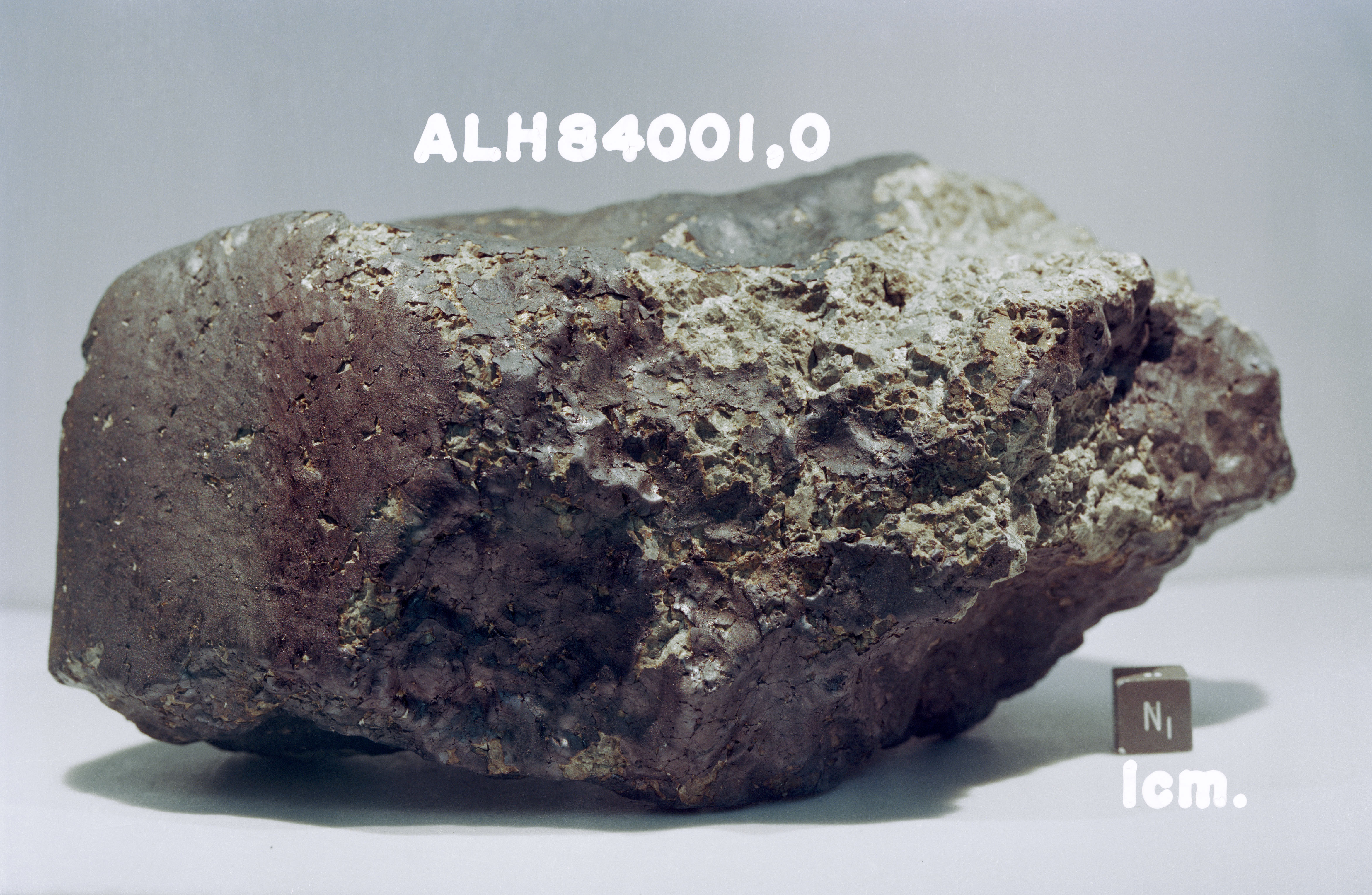
Vẫn thạch ALH84001 từ Sao Hỏa

Vẫn thạch châu Nam Cực là một phạm vi nghiên cứu quan trọng về vật chất hình thành vào thưở sơ khai của Hệ Mặt trời, đa phần tới từ tiểu hành tinh song một số có thể từ những hành tinh lớn hơn. Vẫn thạch đầu tiên được phát hiện năm 1912 mang tên Adelie Land. Vào năm 1969 một đoàn thám hiểm Nhật Bản phát hiện chín vẫn thạch và hầu hết số này rơi xuống phiến băng trong hàng triệu năm qua. Chuyển động của phiến băng có xu hướng dồn vẫn thạch vào những điểm bị chặn như dãy núi, rồi vận động bào mòn của gió mang chúng lên bề mặt sau hàng thế kỷ bị chôn vùi dưới mưa tuyết tích tụ. Vẫn thạch Nam Cực được bảo quản tốt nếu so với vẫn thạch ở những địa bàn ôn hòa hơn trên Trái Đất.
Số lượng vẫn thạch nhiều cho phép con người biết nhiều hơn về độ đa dạng của các loại vẫn thạch trong Hệ Mặt trời và mối liên hệ giữa chúng với tiểu hành tinh và sao chổi. Các loại mới và hiếm đã được tìm thấy, như các mảnh văng từ Mặt Trăng và có thể là Sao Hỏa do va chạm. Những mẫu vật, đặc biệt là ALH84001 do ANSMET phát hiện là tâm điểm tranh luận về bằng chứng cho sự sống vi sinh trên Sao Hỏa. Vì vẫn thạch trong không gian hấp thu và ghi lại bức xạ vũ trụ nên thời điểm chúng đụng Trái Đất có thể xác định qua nghiên cứu trong phòng thí nghiệm. Thời gian vẫn thạch ở Trái Đất cho biết thêm thông tin có thể hữu dụng trong công tác nghiên cứu phiến băng Nam Cực về mặt môi trường.

## Khối băng và mực nước biển toàn cầu
Do vị trí ở vùng cực nam, châu Nam Cực tiếp nhận tương đối ít bức xạ mặt trời ngoại trừ vào mùa hè phương nam. Điều này có nghĩa đây là một lục địa rất lạnh nơi mà nước hầu hết ở dạng băng đá. Giáng thủy là thấp (đa phần châu Nam Cực là hoang mạc) và hình thái gần như luôn là tuyết rơi, chúng dần tích tụ và làm nên một phiến băng khổng lồ che phủ mặt đất. Các phần của phiến băng này tạo thành những sông băng di chuyển hướng ra rìa lục địa. Cạnh bờ lục địa là rất nhiều thềm băng, đó là phần nổi của những sông băng chảy từ khối băng lục địa ra phía ngoài. Ngoài khơi, nhiệt độ cũng đủ thấp để khiến nước biển đóng băng hầu khắp năm. Việc hiểu về các loại băng khác nhau ở châu Nam Cực là quan trọng để hiểu được ảnh hưởng có thể có tới mực nước biển và sự liên đới đến lạnh đi toàn cầu.
Hàng năm, băng biển lan rộng vào mùa đông Nam Cực và hầu hết số băng này tan chảy vào mùa hè. Chúng được tạo thành từ nước biển và trôi nổi phía trên do đó không góp phần làm mực nước biển tăng. Quy mô băng biển quanh châu Nam Cực vẫn duy trì gần như bất biến trong những thập kỷ gần đây, dù vậy sự thay đổi về độ dày lớp băng là không rõ ràng.
Các thềm băng nổi tan chảy không góp phần nhiều làm mực nước biển tăng, tuy nhiên băng chảy ra từ đất liền tạo thành thềm băng thì có. Hiệu ứng này được bù lại bởi tuyết rơi trong lục địa. Sự sụp đổ của những thềm băng lớn quanh bờ biển châu Nam Cực, đặc biệt dọc bán đảo Nam Cực, đã được chứng kiến trong những thập kỷ gần đây. Dấy lên những lo ngại rằng điều này có thể dẫn tới việc sông băng từ khối băng lục địa chảy nhiều hơn ra phía ngoài.
Trong lục địa, lượng băng lớn hiện diện chiếm khoảng 70% trữ lượng nước ngọt trên thế giới. Khối băng này liên tục được bổ sung thêm từ tuyết và hao hụt đi do chảy ra biển.
Sheperd et al. 2012 thấy rằng các phương pháp vệ tinh khác nhau để đo khối lượng và sự biến đổi của băng cho ra kết quả khá tương đồng. Kết hợp các phương pháp để chắc chắn hơn thì khối lượng băng của Đông, Tây, và bán đảo Nam Cực biến thiên +14 ± 43, −65 ± 26, và −20 ± 14 giga tấn (Gt) mỗi năm. Vào năm 2018, nhóm nghiên cứu lại một cách có hệ thống và ước tính lượng băng lục địa mất đi trung bình là 43 giga tấn một năm giai đoạn 1992−2002, con số này lên đến 220 giga tấn giai đoạn 2012−2017. Trang web Climate Change của NASA chỉ ra chiều hướng băng hao hụt hơn 100 giga tấn mỗi năm kể từ 2002.
Một nghiên cứu năm 2015 của H. Jay Zwally et al. lại phát hiện khối lượng băng tăng nhẹ xấp xỉ 82 giga tấn/năm (dao động đáng kể theo khu vực) khiến mức tăng mực nước biển toàn cầu giảm 0,23 mm/năm. Tuy nhiên, nhà phê bình Eric Rigno đến từ Phòng Thí nghiệm Sức đẩy Phản lực của NASA phát biểu những phát hiện của nghiên cứu này "xung đột với mọi phương pháp độc lập khác và các nhóm sử dụng chung dữ liệu" đồng thời có vẻ đạt tới giá trị chính xác hơn những gì mà công nghệ và toán học hiện tại cho phép.
Đông Nam Cực là một vùng lạnh giá có nền đất cao hơn mực nước biển và chiếm đa phần lục địa. Nơi đây phổ biến là tuyết rơi dần tích tụ trở thành băng rồi dòng chảy băng hướng ra biển. Cân bằng khối lượng tổng thể của phiến băng Đông Nam Cực được cho là hơi dương hoặc gần bằng 0. Tuy nhiên, dòng chảy ra của băng ở một vài nơi có dấu hiệu tăng.

## Ảnh hưởng của ấm lên toàn cầu
Châu Nam Cực đã và đang ấm lên ở một số nơi, đặc biệt tại Bán đảo Nam Cực. Nghiên cứu công bố năm 2009 của Eric Steig lần đầu tiên lưu ý xu hướng nhiệt độ bề mặt trung bình toàn lục địa tăng nhẹ khoảng >0,05 °C (0,09 °F) một thập kỷ từ 1957 đến 2006 và Tây Nam Cực đã ấm lên hơn 0,1 °C (0,2 °F) một thập kỷ trong 50 năm qua, mạnh nhất vào mùa đông và mùa xuân. Vấn đề này được bù đắp phần nào bởi việc Đông Nam Cực lạnh đi vào mùa thu. Có bằng chứng từ một nghiên cứu chỉ ra rằng châu Nam Cực đang ấm lên là hệ quả của việc con người phát thải carbon dioxide vào không khí, tuy nhiên điều này chưa rõ ràng. Tây Nam Cực mặc dù ấm lên nhiều nhưng không khiến băng tan đáng kể trên bề mặt và không trực tiếp tác động đến sự đóng góp của khối băng vùng này tới mực nước biển. Thay vào đó tình trạng sông băng chảy ra nhiều lên gần đây được tin là do dòng nước ấm thâm nhập từ đại dương sâu, ngay ngoài thềm lục địa. Sự góp phần làm gia tăng mực nước biển của bán đảo Nam Cực nhiều khả năng là hệ quả trực tiếp của việc bầu khí quyển nơi đây ấm lên nhiều hơn nhiều.
Vào năm 2002 thềm băng Larsen-B của bán đảo Nam Cực đổ sụp. Từ ngày 28 tháng 2 đến 8 tháng 3 năm 2008 khoảng 570 km² băng của thềm băng Wilkins ở phần tây nam bán đảo đổ sụp, đặt 15.000 km² (5.800 dặm²) còn lại vào tình thế rủi ro. Thềm băng được giữ lại bởi một dải băng rất mảnh trước khi dải băng này biến mất vào ngày 5 tháng 4 năm 2009. Theo NASA, sự tan băng bề mặt vùng Nam Cực có quy mô lớn nhất trong vòng 30 năm qua xảy ra vào năm 2005 khi một khu vực băng có kích cỡ ngang California tan chảy trong một thời gian ngắn trước khi đóng băng trở lại, điều này có thể là hệ quả của việc nhiệt độ tăng cao tới 5 °C (41 °F).
Một nghiên cứu công bố trên Nature Geoscience năm 2013 (trực tuyến tháng 12 năm 2012) nhận định trung tâm Tây Nam Cực là một trong những vùng ấm lên nhanh nhất trên Trái Đất. Các nhà nghiên cứu đưa ra dữ liệu nhiệt độ hoàn chỉnh từ trạm Byrd ở châu Nam Cực và khẳng định nó "cho thấy sự gia tăng tuyến tính trong mức nhiệt thường niên giai đoạn 1958-2010 ở ngưỡng 2,4±1,2 °C".
Tháng 2 năm 2020 châu Nam Cực ghi nhận nhiệt độ cao nhất 18,3 °C, cao hơn gần một độ so với kỷ lục trước đó là 17,5 °C vào tháng 3 năm 2015.

## Suy giảm ozone

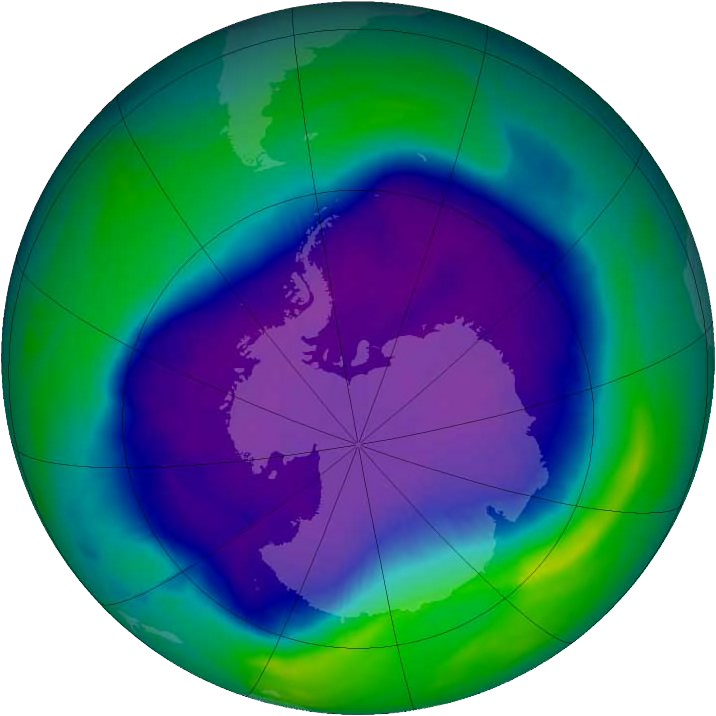
Hình ảnh lỗ hổng ozone phía trên châu Nam Cực lớn nhất từng ghi nhận do sự tích tụ các chất CFC (tháng 9 năm 2006)

Ở phía trên châu Nam Cực tồn tại "lỗ hổng ozone", một vùng mật độ ozone thấp rộng lớn bao trùm gần như cả lục địa và lớn nhất vào tháng 9 năm 2006, khi ấy nó duy trì đến cuối tháng 12, lâu nhất từng ghi nhận. Lỗ hổng ozone được các nhà khoa học phát hiện vào năm 1985 và có xu hướng mở rộng trong những năm quan sát. Hoạt động phát thải các chất chlorofluorocarbon hay CFC vào khí quyển được cho là nguyên nhân, chúng phân hủy ozone thành những loại khí khác.
Một số nghiên cứu khoa học đề xuất rằng sự suy giảm ozone có thể đóng vai trò chủ đạo trong việc khống chế biến đổi khí hậu ở châu Nam Cực (và một vùng Nam Bán cầu rộng hơn). Ozone hấp thụ lượng lớn bức xạ tử ngoại ở tầng bình lưu. Sự sụt giảm ozone phía trên châu Nam Cực có thể làm tầng bình lưu nơi đây lạnh đi khoảng 6 °C, điều này có tác động làm tăng cường độ gió tây thổi quanh lục địa (xoáy cực) và do đó ngăn khí lạnh gần cực nam thổi ra phía ngoài. Hệ quả là khối băng lục địa của Đông Nam Cực được giữ ở mức nhiệt thấp hơn và nhiệt độ ở những vùng ngoại vi của châu Nam Cực, đặc biệt là bán đảo Nam Cực, cao hơn thúc đẩy băng tan nhanh. Các mô hình cũng đề xuất rằng hiệu ứng suy giảm ozone/tăng cường xoáy cực còn là nguyên nhân làm tăng băng biển gần lục địa trong thời gian gần đây.
Vào năm 2019 lỗ hổng ozone có kích cỡ bé nhất trong 30 năm do tầng bình lưu trên Cực Nam ấm lên làm suy yếu xoáy cực.

## Chú giải
1. ↑  Từ này dễ gây nhầm lẫn với Cực Nam địa lý.